# Nobelpreis

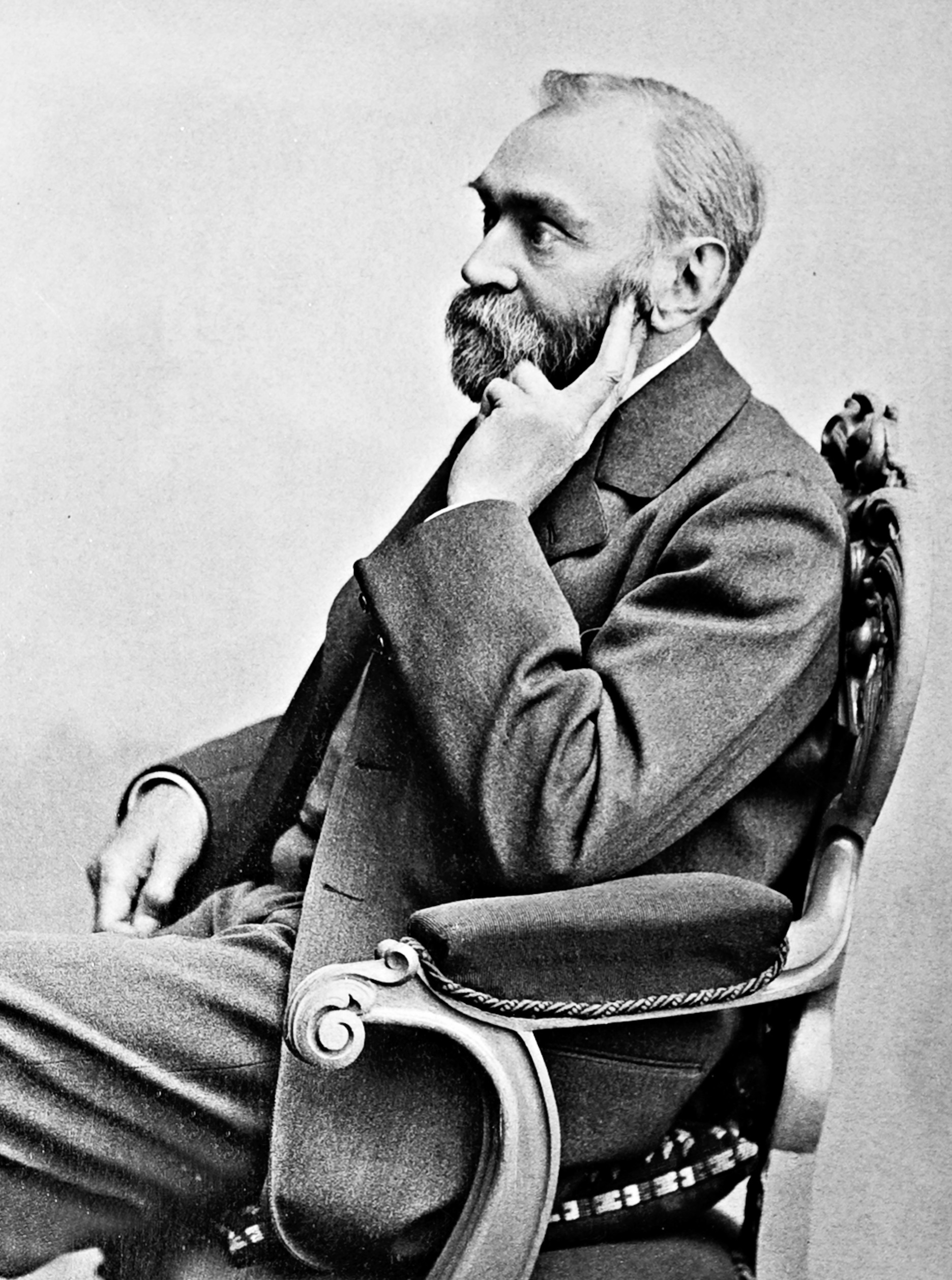
Alfred Nobel (1833–1896), Stifter des Nobelpreises

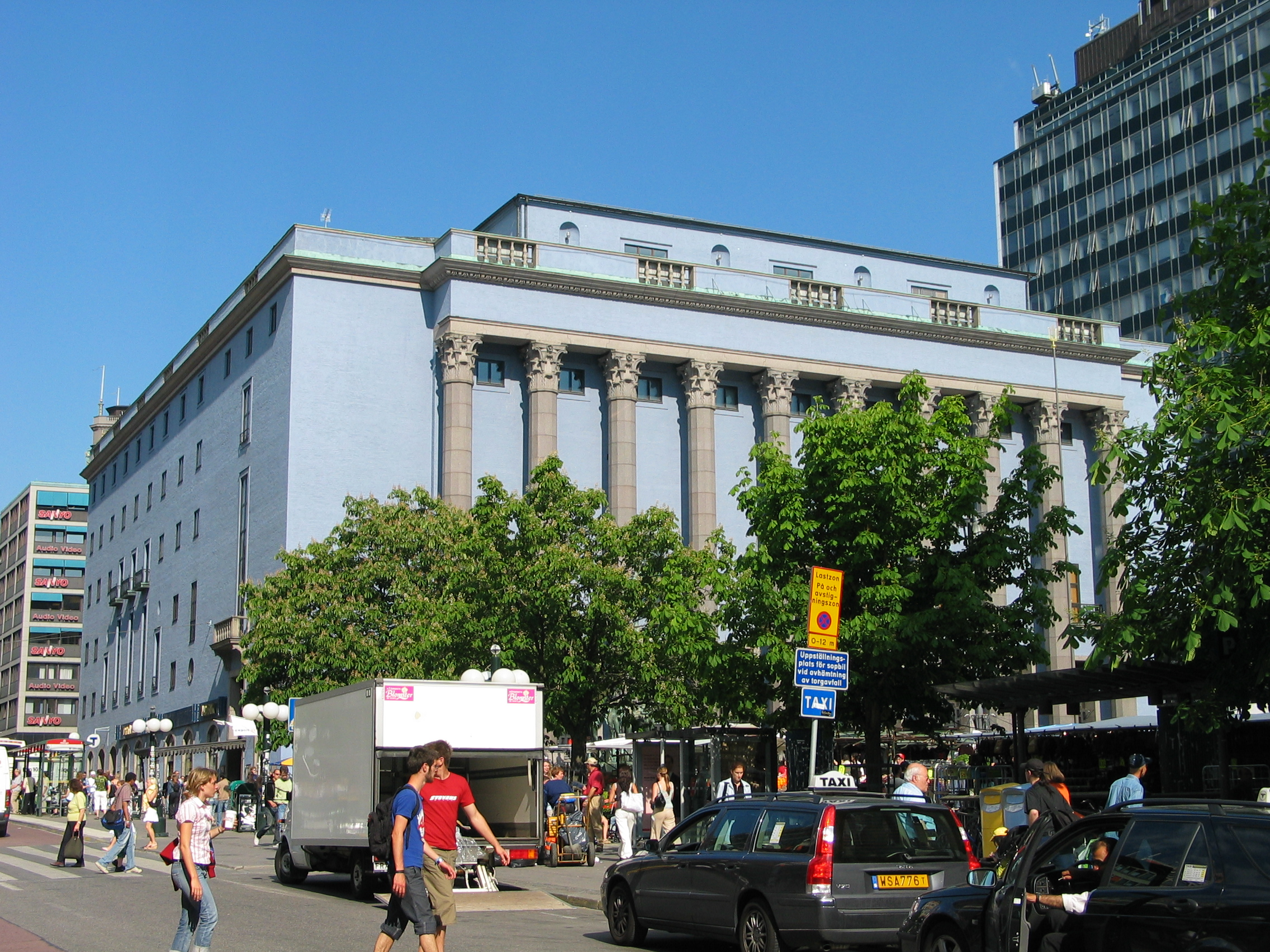
Das Stockholmer Konzerthaus am Heumarkt (Hötorget), in dem die feierliche Überreichung aller Preise außer dem Friedenspreis stattfindet.

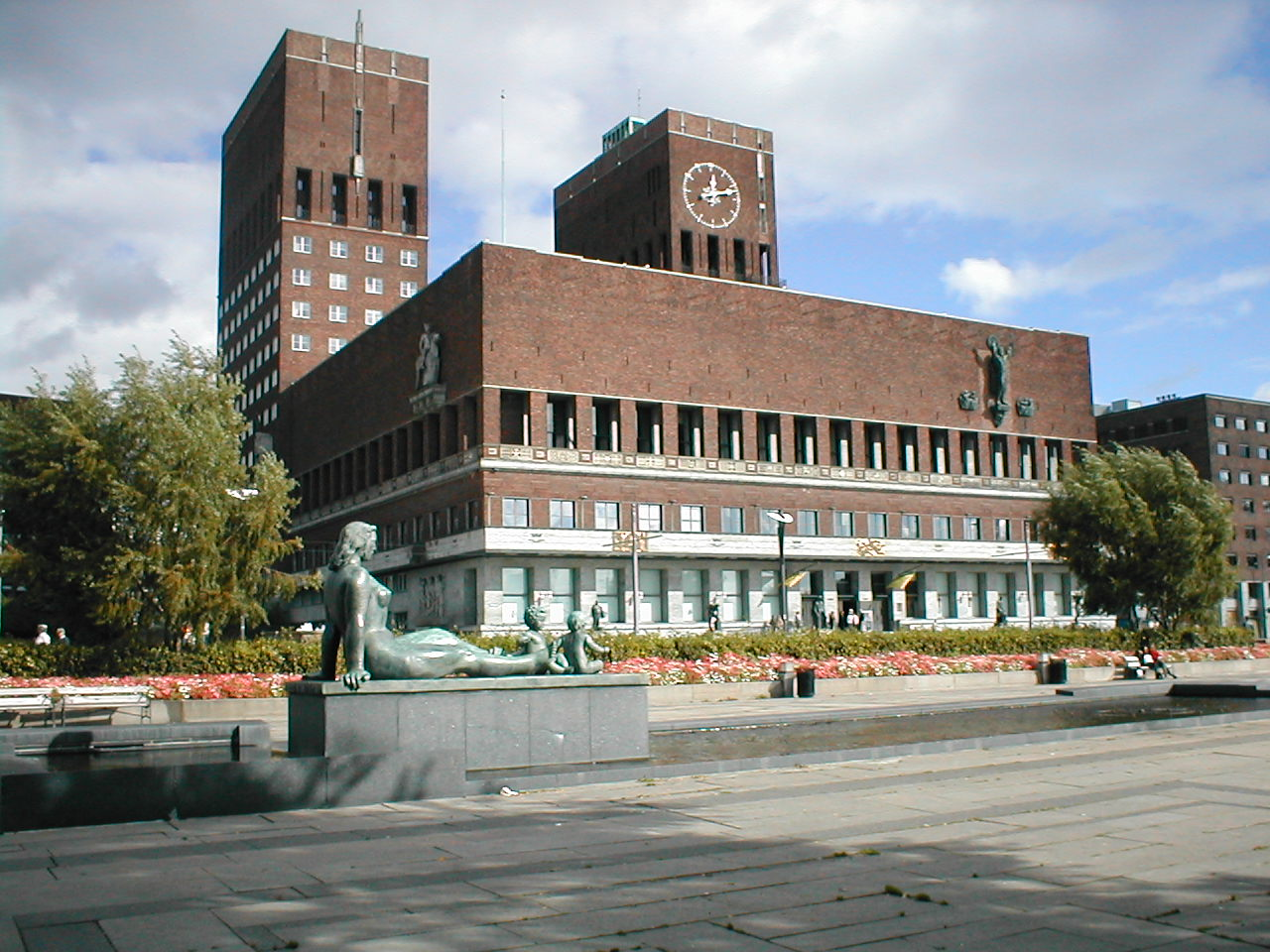
Das Rathaus von Oslo, in dem der Friedensnobelpreis überreicht wird.

Der Nobelpreis [noˈbɛl-] ist ein seit 1901 jährlich vergebener Preis, welchen der schwedische Erfinder und Industrielle Alfred Nobel (1833–1896) gestiftet hat. In seinem Testament legte er fest, dass mit seinem Vermögen eine Stiftung gegründet werden sollte, deren Zinsen „als Preis denen zugeteilt werden, die im verflossenen Jahr der Menschheit den größten Nutzen geleistet haben“. Das Geld sollte zu fünf gleichen Teilen auf die Gebiete Physik, Chemie, Physiologie oder Medizin, Literatur und für Friedensbemühungen verteilt werden. Die Nobelstiftung wurde am 29. Juni 1900 gegründet, vier Jahre nach dem Tod Alfred Nobels. Die ersten Preise wurden 1901 verliehen. Der Nobelpreis gilt heute als die höchste Auszeichnung in den berücksichtigten Disziplinen und wird jedes Jahr an Nobels Todestag, dem 10. Dezember, verliehen. Der Friedensnobelpreis wird in Oslo übergeben, alle anderen Preise in Stockholm.
Seit 1968 gibt es außerdem den von der Schwedischen Nationalbank gestifteten Alfred-Nobel-Gedächtnispreis für Wirtschaftswissenschaften. Er wird gemeinsam mit den Nobelpreisen vergeben, ist gleich dotiert und unterliegt ähnlichen Vergabekriterien. Dadurch wird er oft als Wirtschaftsnobelpreis bezeichnet und als ein Nobelpreis wie die anderen wahrgenommen.

## Preiskategorien
| Kategorie                                                  | Vergebende Institution und Vergabekriterium |
| ---------------------------------------------------------- | --- |
| Nobelpreis für Physik                                      | Er wird von der Königlich Schwedischen Akademie der Wissenschaften vergeben „an denjenigen, der auf dem Gebiet der Physik die bedeutendste Entdeckung oder Erfindung gemacht hat“. |
| Nobelpreis für Chemie                                      | Er wird von der Königlich Schwedischen Akademie der Wissenschaften vergeben „an denjenigen, der die wichtigste chemische Entdeckung oder Verbesserung gemacht hat“. |
| Nobelpreis für Physiologie oder Medizin                    | Er wird von der Nobelversammlung des Karolinska-Instituts vergeben „an denjenigen, der die wichtigste Entdeckung in der Domäne der Physiologie oder Medizin gemacht hat“. |
| Nobelpreis für Literatur                                   | Er wird von der Schwedischen Akademie vergeben „an denjenigen, der in der Literatur das Herausragendste in idealistischer Richtung produziert hat“. |
| Friedensnobelpreis                                         | Er wird vom fünfköpfigen norwegischen Nobelkomitee, das vom norwegischen Parlament gewählt wird, vergeben „an denjenigen, der am meisten oder am besten auf die Verbrüderung der Völker und die Abschaffung oder Verminderung stehender Heere sowie das Abhalten oder die Förderung von Friedenskongressen hingewirkt hat“. |
|                                                            | |
| Alfred-Nobel-Gedächtnispreis für Wirtschaftswissenschaften | Der Alfred-Nobel-Gedächtnispreis für Wirtschaftswissenschaften (schwedisch Sveriges riksbanks pris i ekonomisk vetenskap till Alfred Nobels minne) wird oft als Wirtschaftsnobelpreis bezeichnet, geht aber nicht auf das Testament Nobels zurück. Er wurde 1968 von der Schwedischen Nationalbank anlässlich deren 300-jährigen Bestehens gestiftet. Er wird von der Königlich Schwedischen Akademie der Wissenschaften nach denselben Prinzipien wie die Nobelpreise vergeben und auch in derselben Zeremonie übergeben. Strittig ist allerdings, ob die Auszeichnung zu Recht im Einklang mit den übrigen Nobelpreisen genannt wird. |

## Alfred Nobels Testament

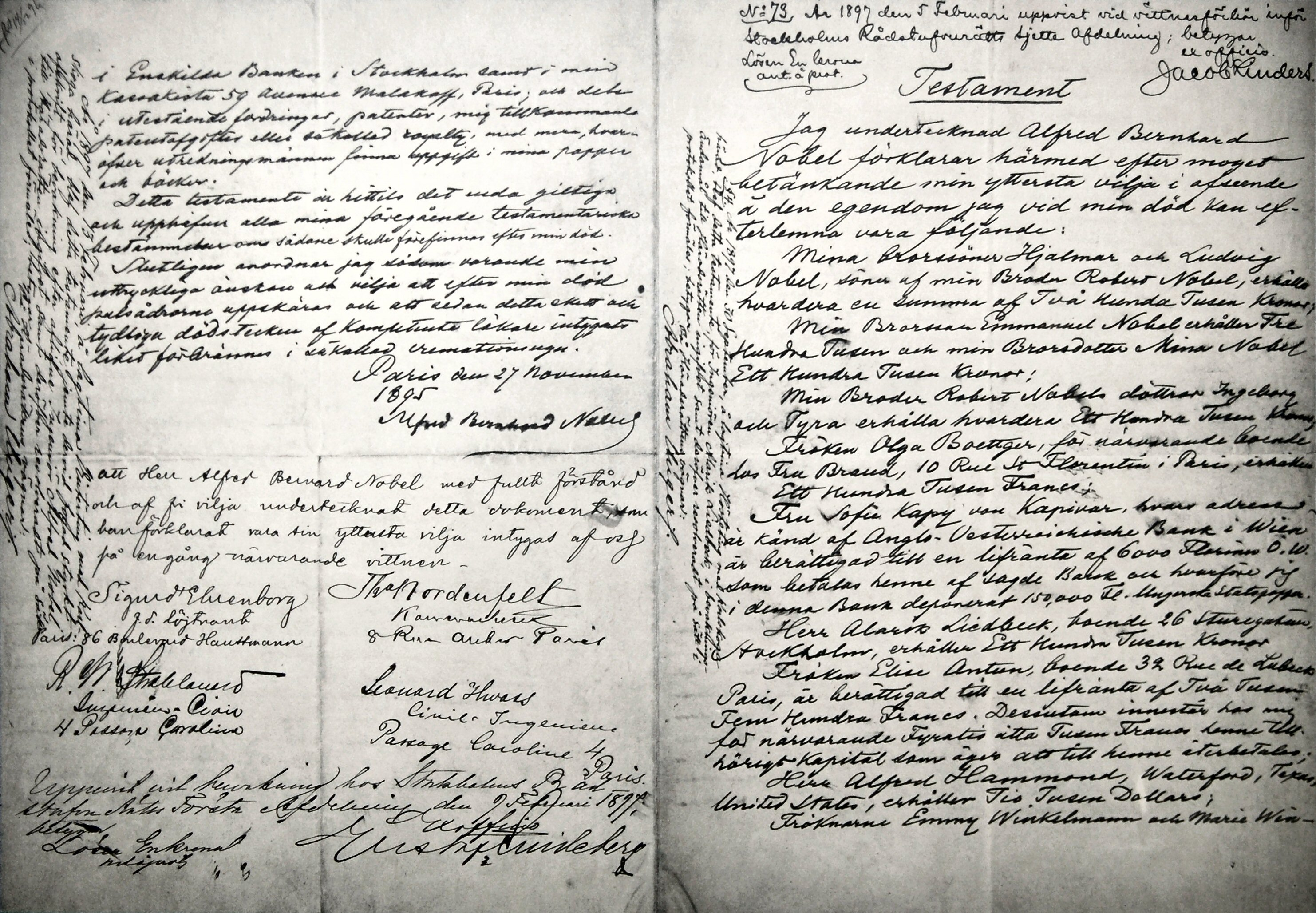
Nobels Testament vom 27. November 1895 (Vorderseite)

Alfred Nobel schrieb mehrere Testamente, das letzte am 27. November 1895, das er im Schwedisch-Norwegischen Club in Paris unterzeichnete.
Darin lässt er zahlreichen Verwandten und anderen Menschen seines Umfeldes Zuwendungen aus seinem 31 Millionen schwedische Kronen umfassenden Vermögen zukommen, beispielsweise als lebenslange Rente. Für den verbleibenden Rest seines Vermögens, ungefähr 94 Prozent des gesamten Wertes, verfügte er die Einrichtung eines Preises für die Kategorien Physik, Chemie, Physiologie oder Medizin und Literatur. Außerdem sollte alljährlich jemand ausgezeichnet werden, der sich besonders für die Verbrüderung der Völker, die Abschaffung oder Reduzierung von Armeen sowie den Frieden eingesetzt hat.

### Motivation und Inspiration zur Stiftung des Preises
Das Testament selbst erklärt nicht, wieso Alfred Nobel die Einrichtung eines solchen Preises wünschte. Auch sonst sind wenige unmittelbare Äußerungen von ihm zu dem Preis überliefert. Laut den Zeugen bei der Testamentsunterzeichnung soll Nobel geäußert haben, dass er Wissenschaftler belohnen wollte, weil sie oft wirtschaftlichen Gegenwind hätten.
Nobel sagte einmal:

„Ich bin besonders der Ansicht, dass große ererbte Vermögen ein Unglück sind, die das Menschengeschlecht nur in Apathie führen.“

Sein Entschluss, sein Vermögen zu Stiftungszwecken zu verwenden, war bei ihm offenbar über einen längeren Zeitraum gereift. Oft wird demgegenüber behauptet, Alfred Nobel habe den Preis aufgrund eines schlechten Gewissens gestiftet, weil seine Erfindungen für den Krieg genutzt wurden und er Eigner von Rüstungsunternehmen war. Dagegen spricht allerdings, dass mit Ausnahme des Ballistit keine von Nobels Entwicklungen zu seinen Lebzeiten im Krieg verwendet wurde. In diesem Zusammenhang wird oft die Geschichte zitiert, dass eine französische Zeitung im Jahr 1888, also lange vor Alfred Nobels Tod, einen Nachruf auf ihn mit dem Titel „Le marchand de la mort est mort“ („Der Kaufmann des Todes ist tot“) veröffentlichte, der Nobel als einen Mann beschrieb, „der durch das Finden von Methoden, mehr Menschen schneller als jemals zuvor zu töten, reich wurde.“ Tatsächlich war aber Alfred Nobels Bruder Ludvig Nobel gestorben, und die Zeitung hatte ihn verwechselt. Alfred Nobel soll über die Charakterisierung seiner Person entsetzt gewesen sein. Inwieweit die Stiftung des Preises hierdurch befördert wurde, ist nicht genau bekannt, da es auch andere Äußerungen von ihm gibt.
Gegenüber Bertha von Suttner, die eine der ersten Trägerinnen des Friedensnobelpreises werden sollte, äußerte er:

„Vielleicht werden meine Fabriken die Kriege schneller beenden als deine Friedenskongresse, denn wenn sich zwei gleich starke Armeen gegenseitig in einer Sekunde vernichten können, werden alle zivilisierten Nationen davor zurückschrecken und ihre Truppen auflösen.“

Diese Position vertrat er noch mehrmals. Insofern waren Bertha von Suttners Versuche, ihn für die Friedensarbeit zu gewinnen, erfolgreich, weil er Mitglied im österreichischen Friedensverband wurde und Geld für Friedenszwecke spendete. Er stellte sogar für einige Jahre den türkischen Diplomaten Aristarchi Bey als Assistenten ein, um sich von ihm zu Friedensfragen informieren zu lassen. Auch aus dieser Sicht ist es nicht überraschend, dass er einen Teil des Preises Friedensbemühungen zukommen lassen wollte.

### Auszug aus dem Testament

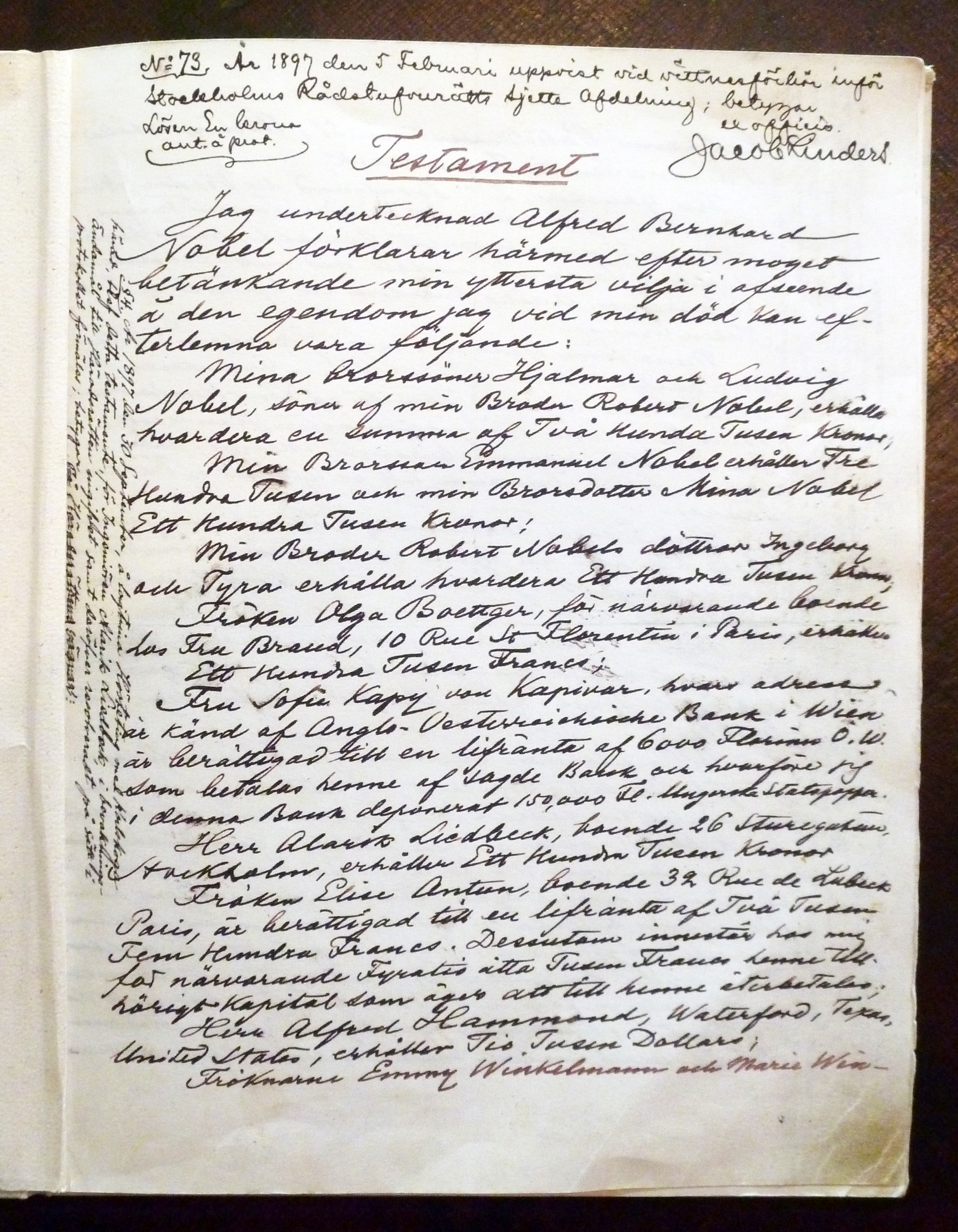
Testament Alfred Nobels vom 27. Nov. 1895 (erste Seite)

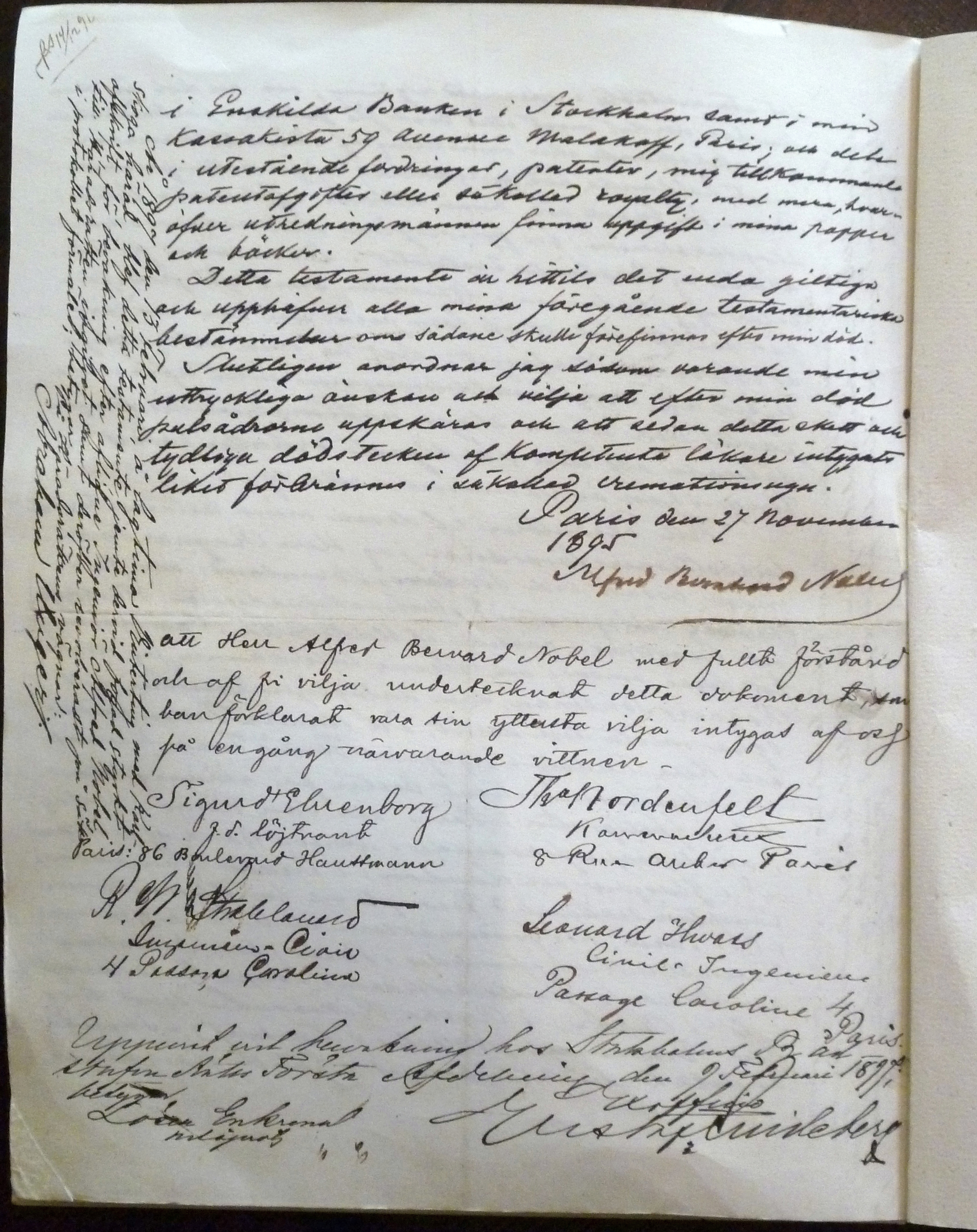
Testament Alfred Nobels vom 27. Nov. 1895 (letzte Seite)

Der schwedische Originaltext mit Übersetzung des entscheidenden Ausschnitts des Testaments lautet:

”Jag undertecknad Alfred Bernhard Nobel förklarar härmed efter moget övervägande min yttersta vilja i afseende å den egendom jag vid min död kan efterlemna vara följande:
Öfver hela min återstående realiserbara förmögenhet förfares på följande sätt: Kapitalet av utredningsmännen realiseradt till säkra värdepapper skall utgöra en fond, hvars ränta årligen utdelas som prisbelöning åt dem som under det förlupna året hafva gjort menskligheten den största nytta. Räntan delas i fem lika delar som tillfalla: en del till den som inom fysikens område har gjort den vigtigaste upptäckt eller uppfinning; en del den som har gjort den vigtigaste kemiska upptäckt eller förbättring; en del den som har gjort den vigtigaste upptäckt inom fysiologiens eller medicinens domän; en del som inom litteraturen har produceradt det utmärktaste i idealisk rigtning; och en del åt den som har verkat mest eller best för folkens förbrödrande och avskaffande eller minskning av stående arméer samt bildande och spridande av fredskongresser. Prisen för fysik och kemi utdelas av Svenska Vetenskapsakademien; för fysiologien eller medicinska arbeten av Carolinska Institutet i Stockholm; för litteratur av Akademien i Stockholm samt för fredsförfäktare af ett utskott af fem personer som väljas af Norska Stortinget. Det är min uttryckliga vilja att vid prisutdelningarna intet afseende fästes vid någon slags nationstillhörighet sålunda att den värdigaste erhåller priset antingen han är skandinav eller ej.”

„Ich, Alfred Bernhard Nobel, erkläre hiermit nach reifer Überlegung meinen Willen bezüglich meines Eigentums, das ich nach meinem Tod hinterlassen kann, wie folgt:
Mit meinem verbleibenden realisierbaren Vermögen soll auf folgende Weise verfahren werden: das Kapital, das von den Nachlassverwaltern in sichere Wertpapiere realisiert wurde, soll einen Fonds bilden, dessen Zinsen jährlich als Preis an diejenigen ausgeteilt werden sollen, die im vergangenen Jahr der Menschheit den größten Nutzen erbracht haben. Die Zinsen werden in fünf gleiche Teile aufgeteilt: ein Teil an denjenigen, der auf dem Gebiet der Physik die bedeutendste Entdeckung oder Erfindung gemacht hat; ein Teil an denjenigen, der die wichtigste chemische Entdeckung oder Verbesserung gemacht hat; ein Teil an denjenigen, der die wichtigste Entdeckung in der Domäne der Physiologie oder Medizin gemacht hat; ein Teil an denjenigen, der in der Literatur das Herausragendste in idealistischer Richtung produziert hat; und ein Teil an denjenigen, der am meisten oder am besten auf die Verbrüderung der Völker und die Abschaffung oder Verminderung stehender Heere sowie das Abhalten oder die Förderung von Friedenskongressen hingewirkt hat. Die Preise für Physik und Chemie werden von der schwedischen Wissenschaftsakademie vergeben; für physiologische oder medizinische Arbeiten vom Carolinska-Institut in Stockholm; für Literatur von der Akademie in Stockholm sowie für Friedensverfechter von einem Ausschuss von fünf Personen, die vom norwegischen Storting gewählt werden. Es ist mein ausdrücklicher Wille, dass bei der Preisverteilung die Zuteilung nicht an irgendeiner Nationalität festgemacht wird, so dass der Würdigste den Preis erhält, ob er Skandinavier sei oder nicht.“

Dies ist die einzige schriftliche Äußerung von Nobel selbst über den Preis. Weder über seine Motivation, den Preis zu stiften, noch über die vielen organisatorischen Details, die zur Preisvergabe nötig sind, gibt es weitere Ausführungen.
Daher blieb die Ausgestaltung des Preises zu großen Teilen den Nachlassverwaltern, heute in Form der Nobelstiftung, überlassen.

### Reaktionen

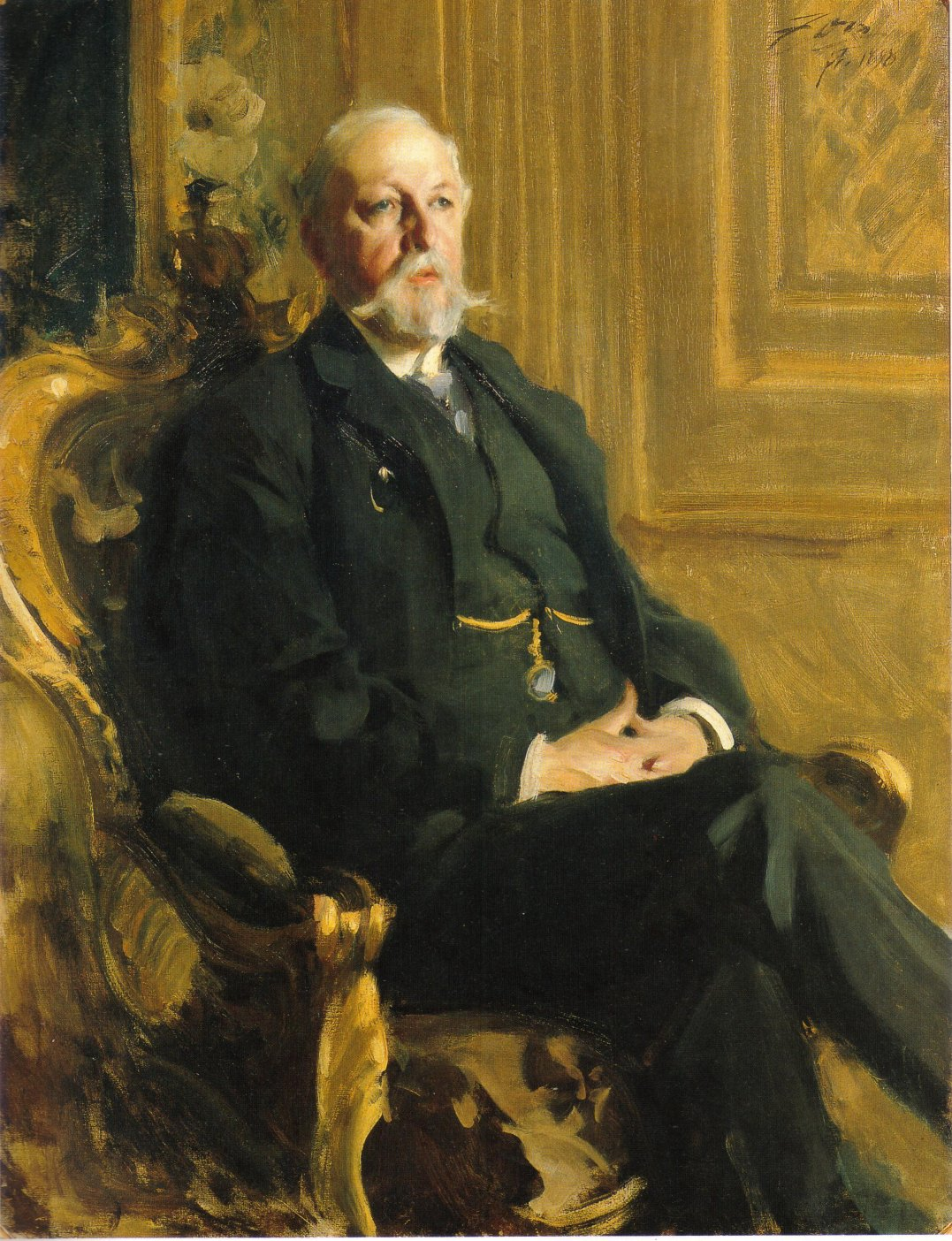
Oskar II. von Schweden war erst skeptisch gegenüber dem Preis, nahm aber ab 1902 die Übergabe vor (Gemälde von Anders Zorn, 1898).

Zu Beginn war der Entschluss Alfred Nobels keineswegs unumstritten. Seine Verwandtschaft stellte das Testament in Frage, und auch die Öffentlichkeit kritisierte die Idee des Preises. Auch von Seiten des damaligen Königs Oskar II. kam Kritik. Zum einen war er der Ansicht, dass man eine solche große Geldmenge nicht an Ausländer abgeben sollte, so dass ihm die ausdrückliche Vorschrift, Skandinavier nicht zu bevorzugen, nicht gefiel. Zum anderen war die Vergabe des Friedenspreises durch eine norwegische Institution allgemein ein sensibles Thema, da sich die spätere Auflösung der schwedisch-norwegischen Union schon abzeichnete.
Teilweise wurde dem Preis schon früh eine große Bedeutung zugemessen. Am 2. Januar 1897 wurde das Testament Nobels bekannt, und schon am 4. Januar schrieb die schwedische Tageszeitung Svenska Dagbladet:

”De årligen återkommande täflingarna om Alfred Nobels pris skola blifva ett slags årligen återkommande vårt århundrades höga kulturella ståndpunkt fullt värdiga olympiska spel, hvilka komma att i sig samla allt det yppersta af mensklig produktion på det andliga området, och der hvarje lycklig segervinnares gyllene lager skall stråla vidt omkring den civiliserade världen.”

„Die jährlich wiederkehrenden Wettkämpfe um Alfred Nobels Preis werden eine Art jährlich wiederkehrende, dem kulturell hohen Stand unseres Jahrhunderts vollkommen würdige olympische Spiele werden, die in sich das Äußerste menschlicher Produktion im Geiste sammeln werden, und wo der goldene Kranz jedes glücklichen Siegers weit hinaus in die zivilisierte Welt strahlen wird.“

Das Testament wurde am 5. Juni 1898 von den Erben Nobels anerkannt, wodurch die Gründung der Nobelstiftung im Jahr 1900 möglich wurde.

### Wahl der Kategorien
Es ist nicht bekannt, warum Nobel sich in seinem Testament auf die genannten fünf Kategorien festgelegt hat.
Einen Nobelpreis für Wirtschaftswissenschaften gibt es beispielsweise nicht, auch wenn der Alfred-Nobel-Gedächtnispreis für Wirtschaftswissenschaften meist als solcher bezeichnet wird. Nobel war als Naturwissenschaftler kein Freund der „weichen Geisteswissenschaften“. Stattdessen konzentrierte er sich mit den Preisen für Medizin, Chemie und Physik auf Fachgebiete, deren Leistungen objektivierbar sind. Seine Abneigung gegen die Wirtschaftswissenschaften zeigt sich in einem Brief, den vier Urenkel seines Bruders Ludvig 2001 veröffentlichten. Darin schreibt Alfred Nobel: „Ich habe keine Wirtschafts-Ausbildung und hasse sie von Herzen.“ Entsprechend drängten Nobels Nachfahren die Schwedische Akademie der Wissenschaften, den erst 1968 nachträglich von der schwedischen Nationalbank gestifteten „Preis für Wirtschaftswissenschaften der Schwedischen Nationalbank im Gedenken an Alfred Nobel“ separat von den Nobelpreisen zu behandeln, bis heute ohne Erfolg.
Ebenso gibt es keinen Nobelpreis für Mathematik (siehe unten den Abschnitt Vergleichbare Preise). Über die Gründe kann nur spekuliert werden. Als mögliche Ursache wurde gesehen, dass der Praktiker Nobel diese „Hilfswissenschaft“ nie besonders leiden konnte; sie gehörte für ihn vermutlich nicht zu den Kategorien, die die Menschheit voranbringen. Eine Anekdote besagt, dass Alfred Nobel einst von seiner Verehrten zugunsten eines Mathematikprofessors – es ist teilweise von Magnus Gösta Mittag-Leffler die Rede – zurückgewiesen wurde und Nobel in Verbitterung einen geplanten Preis für Mathematik nachträglich aus dem Testament strich. Historisch belegt ist das allerdings nicht. Ähnlich ist es mit der Behauptung, dass Alfred Nobel angeblich von seiner Frau mit einem Mathematiker betrogen wurde. Dies kann jedoch schon alleine deswegen nicht sein, da er nie verheiratet war. Ein späteres Angebot des Nobelkomitees auf Einrichtung eines Nobelpreises für Mathematik ist von führenden Mathematikern abgelehnt worden, wohl um die Konkurrenz unter den Wissenschaftlern nicht zusätzlich zu steigern.
Sein Engagement für Literatur und Frieden, beides Gebiete abseits der exakten Wissenschaften, geht vermutlich auf eine Anregung seiner langjährigen Brieffreundin, Friedensaktivistin und Pazifistin Bertha von Suttner zurück.

### Zweiter Vergabeort Oslo
Es ist nicht bekannt, welche Gründe den Schweden Alfred Nobel dazu bewogen haben, einem Komitee des norwegischen Parlaments (Storting) die Aufgabe der Auswahl des Friedensnobelpreisträgers zuzuweisen. Norwegen und Schweden waren zur Zeit der Stiftung des Preises noch in einer Personalunion unter schwedischer Führung verbunden, und die Außenpolitik lag beim schwedischen Reichstag. 1905 löste sich die Union auf, und Norwegen wurde ein selbständiges Königreich.

## Nobelstiftung und Vergabeinstitutionen

Logo der Nobelstiftung

Als zentrale Institution für den Nobelpreis wurde von den Vollstreckern des Testaments, Rudolf Lilljequist und Ragnar Sohlman (Nobels letzter Assistent), die Nobelstiftung eingerichtet. Die Gründung der Stiftung war nicht ohne Schwierigkeiten. So war das Testament in einigen Punkten unklar formuliert, was rechtliche Probleme mit sich brachte. Die Vorbereitungen für die Errichtung der Stiftung dauerten insgesamt fünf Jahre. Vor allem Sohlman oblag die Aufgabe, Firmenanteile und andere Besitztümer Nobels zu verkaufen. Nobel hatte zum Zeitpunkt seines Todes 355 Patente registriert und 100 Fabriken in 20 Ländern aufgebaut. Das Vermögen der Stiftung betrug schließlich 31 Millionen schwedische Kronen und wuchs bis 2006 auf 3,6 Milliarden Kronen an.
Die Nobelstiftung wird von sechs Direktoren geleitet und übernimmt insbesondere die Verwaltung des Nobelpreises und die Ausrichtung der Festivitäten. Weiterhin veranstaltet sie Symposien zu wissenschaftlichen Themen.
Die Statuten wurden bei der Errichtung der Stiftung am 29. Juni 1900 durch ein Dekret des Königs festgelegt. Sie dürfen zwar verändert werden, aber nur auf Vorschlag eines der Preisvergabekomitees oder eines Stiftungsvorstandsmitglieds. Bei der Abstimmung hat die Königliche Wissenschaftsakademie zwei Stimmen, die anderen Institutionen je eine Stimme.
Da das Testament Nobels nur wenige Details der Vergabeprozedur festlegt, sind die Statuten der Stiftung in vieler Hinsicht maßgeblich. Hier sind unter anderem die Geheimhaltungspflicht für 50 Jahre, die Beschränkung auf drei Preisträger je Kategorie sowie das Verbot der Vergabe an Verstorbene enthalten.
Die Nobelstiftung erhielt 1961 den ersten Balzan-Preis, welcher selbst u. a. bedeutende Wissenschaftler auszeichnet.

### Stiftungsvermögen und Kosten
Das Kapital der Nobelstiftung ist heute zu 50 Prozent in Aktien, 20 Prozent verzinste Papiere und 30 Prozent in andere Investitionsformen (z. B. Immobilien oder Hedgefonds) angelegt. Der Anteil jeder dieser drei Teile kann um 10 Prozent variiert werden. Anfang 2008 waren 64 Prozent des Vermögens hauptsächlich in amerikanische und europäische Aktien investiert. 20 Prozent lagen in festverzinslichen Papieren, 12 Prozent gingen in Immobilien und Hedgefonds.
Nach der Finanzkrise ab 2007 sank das Stiftungsvermögen beträchtlich. Waren es 2007 noch 3,6 Milliarden schwedische Kronen gewesen (ca. 380 Millionen Euro), sank es 2008 auf rund 3,4 Milliarden Kronen (zu der Zeit etwa 315 Millionen Euro). Ende 2011 betrug das Vermögen der Stiftung knapp 3 Milliarden Kronen (knapp 350 Millionen Euro), was einen Verlust von 178 Millionen Kronen gegenüber dem Vorjahr bedeutete. Wegen des Kapitalrückgangs wurde 2012 auch erstmals seit 1949 das Preisgeld gesenkt (siehe auch dazu Abschnitt zum Preisgeld).
2011 betrugen die Kosten ca. 120 Millionen Kronen. 50 Millionen Kronen waren davon das Preisgeld. Die weiteren Kosten für die Preise und die Entschädigungen für die an der Vergabe beteiligten Institutionen und Personen betrug 27,4 Millionen Kronen. Die Veranstaltungen während der Nobelwoche in Stockholm und Oslo kosteten 20,2 Millionen Kronen. Die Verwaltung, Nobelsymposien und ähnliches kosteten rund 22,4 Millionen Kronen. Die Kosten für den Wirtschaftspreis werden von der Schwedischen Nationalbank getragen und betrugen 16,5 Millionen Kronen.

### Les Prix Nobel
Seit 1901 wird von der Nobelstiftung die Jahrbuchserie Les Prix Nobel herausgegeben, in der die Berichte von den Preisverleihungszeremonien, Biographien der Preisträger und deren Nobelvorlesungen publiziert werden. Es erscheint jedes Jahr im Oktober für das vorangegangene Jahr. Bis 1988 waren die Texte in der Sprache, in der die jeweilige Nobelvorlesung usw. vorgetragen worden waren. Seither sind die Texte vorwiegend auf Englisch. Im Jahr 2011 erschien die Publikation nicht. Seit 2012 erscheint es unter dem englischen Titel The Nobel Prizes.

### Vergabeinstitutionen
In Nobels Testament sind die Vergabeinstitutionen an sich festgelegt. Jedoch haben diese das Auswahlverfahren weiter präzisiert und teilweise delegiert.
- Die Preise in Physik und Chemie werden von der Königlich Schwedischen Akademie der Wissenschaften vergeben. Diese besteht aus mehreren hundert Wissenschaftlern, die in 10 Klassen je nach Fachrichtung eingeteilt sind. Die Arbeit zur Auswahl der Preisträger ist an zwei Nobelkomitees delegiert, die in der Regel aus fünf Akademiemitgliedern aus den Klassen für Physik und Chemie bestehen. Es können jedoch auch weitere Personen hinzugezogen werden. Die Komiteemitglieder werden für drei Jahre gewählt und können maximal neun Jahre im Amt bleiben. Schon im September werden Aufforderungen zur Einreichung von Nominierungen verschickt. Nur Personen, die eine solche haben, dürfen eine Person nominieren. Nach der Einsendefrist Ende Januar arbeiten die Komitees von Februar bis Juni mit der Durchsicht der Vorschläge. Anschließend wird bis August ein Bericht verfasst. Im September diskutieren dann die jeweiligen Klassen die Vorschläge der Komitees. Bei einem Treffen aller Akademiemitglieder am Tag der Bekanntgabe wird dann der formelle Beschluss für den jeweiligen Preis gefasst. Stimmberechtigt sind alle anwesenden schwedischen Mitglieder sowie die ausländischen Mitglieder mit schwedischem Wohnsitz. Nach dem Beschluss werden die Preisträger informiert. Anschließend wird der Beschluss der Öffentlichkeit mitgeteilt.[14]
- Der Preis in Physiologie oder Medizin wird nach dem Testament Nobels vom Karolinska-Institut vergeben. Als staatliche Universität ist dieses jedoch an die Regeln für schwedische Behörden gebunden, u. a. an die sehr weit reichende Informationsfreiheit sowie die Möglichkeiten, gegen Entscheidungen Einspruch einzulegen. Daher wurde 1977 die Nobelversammlung gegründet und die Entscheidung an sie delegiert. Sie ist formal eine unabhängige Organisation, welche jedoch ausschließlich aus Professoren des Instituts besteht. Seit 1984 ist die Zahl der Mitglieder auf 50 beschränkt. Diese bleiben Mitglied, solange sie ihre Position an ihrer Fakultät innehaben. Wird ein Platz frei, wählen die Versammlungsmitglieder einen Nachfolger. Der zeitliche Ablauf ist dem für die Preise Physik und Chemie sehr ähnlich. Auch hier gibt es ein Nobelkomitee, das aus dem Generalsekretär der Nobelversammlung sowie fünf Mitgliedern besteht, welche für eine Amtszeit von drei Jahren gewählt werden. Jedes Jahr werden für die Zeit von März bis Oktober zehn assoziierte Mitglieder gewählt.[15]
- Der Preis in Literatur wird von der Schwedischen Akademie ausgewählt. Deren 18 Mitglieder wählen ebenso ein Nobelkomitee, welches aus fünf Mitgliedern besteht, einen Vorsitzenden hat und dem der Ständige Sekretär der Akademie qua Amt als beigeordnetes Mitglied angehört.[16] Das Komitee erhält Unterstützung von Fachleuten in verschiedenen Gebieten. Im November werden Aufforderungen verschickt, Personen zu nominieren. Im Februar werden die üblicherweise ca. 200 Nominierungen gesichtet. Das Komitee kann Namen, die seiner Auffassung nach fehlen, hinzufügen. In der folgenden Zeit arbeiten die Komiteemitglieder daran, die Liste immer weiter zu kürzen. Bis April soll die sogenannte „halblange“ Liste vorliegen, welche in der Regel aus 20–25 Namen besteht. Im Mai wird dann die kurze Liste von in der Regel fünf Namen der ganzen Akademie präsentiert, so dass alle Mitglieder sich mit den Werken dieser Kandidaten vertraut machen können. Bis August soll jedes Nobelkomiteemitglied eine Bewertung verfassen und für eine der Personen plädieren. Wenn die Akademie sich Mitte September zur ersten Zusammenkunft nach dem Sommer trifft, geht die Entscheidungsfindung in die Endphase. Im Oktober wird schließlich der endgültige Beschluss gefasst.[17]
- Der Friedensnobelpreis soll laut dem Testament von einem fünfköpfigen Ausschuss vergeben werden, der vom norwegischen Parlament, dem Storting, gewählt wird. Die Mitglieder des Norwegischen Nobelkomitees, wie es seit 1977 heißt, absolvieren eine sechsjährige Amtszeit. Schon 1936 wurde eingeführt, dass Mitglieder der Regierung nicht in das Komitee gewählt werden können. Seit 1977 ist es üblich und seit 2017 auch formelle Anforderung, dass keine Parlamentsmitglieder in das Komitee gewählt werden, um die Unabhängigkeit des Komitees zu wahren. Das Komitee sichtet im Februar erstmals die Vorschläge und kann bei dieser Gelegenheit noch weitere Nominierungen hinzufügen. Es wird eine verkürzte Liste zusammengestellt, welche dann mit Hilfe von Experten weiter bewertet wird. Die Entscheidung fällt aber erst bei der letzten Zusammenkunft des Komitees im Oktober.[18]
- Die Preisträger des Wirtschaftspreises werden mit demselben Verfahren ausgewählt wie die Preisträger in Physik und Chemie.

## Preisumfang
Alle Preisträger erhalten eine Urkunde, eine Goldmedaille und einen Geldbetrag.

### Preisgeld
Seit 2023 beträgt das Preisgeld 11 Millionen schwedische Kronen (ca. 984.000 Euro) je Kategorie.
Alfred Nobel legte fest, dass sein Vermögen von Treuhändern in „sichere Wertpapiere“ angelegt werden sowie der Zinsertrag zu fünf gleichen Teilen auf die Nobelpreise verteilt werden soll. Die Statuten der Nobelstiftung legen weiterhin fest, dass mindestens 60 Prozent der Erträge als Preis ausgeteilt werden müssen.
Werden mehrere Personen ausgezeichnet, wird der Preis nicht notwendigerweise zu gleichen Teilen an die Preisträger vergeben. Bei zwei Preisträgern wird das Preisgeld üblicherweise gleichmäßig geteilt. Bei drei Preisträgern wird der Preis entweder in drei gleichen Teilen ausgeteilt, oder einer der Preisträger erhält die Hälfte des Geldes, während die anderen beiden sich die andere Hälfte teilen.
Letzteres wird oft dadurch bedingt, dass maximal zwei Leistungen prämiert werden dürfen. So wurde der Preis in Physik im Jahr 2005 beispielsweise in zwei Teile geteilt, die zwei verschiedene Leistungen prämierten. Einen Teil, und damit die Hälfte des Preisgeldes, erhielt Roy J. Glauber. Der andere Teil wurde an John Lewis Hall und Theodor Hänsch vergeben, die dann je ein Viertel des Preisgeldes erhielten. Aber auch wenn nur eine Leistung ausgezeichnet wird, kann das Geld nach diesem Muster verteilt werden, so z. B. im Jahr 2011, als Saul Perlmutter die Hälfte des Physikpreises erhielt, während Brian P. Schmidt und Adam Riess sich die andere Hälfte teilten.
Da der Ertrag des Stiftungsvermögens schwankt, gab es in der Vergangenheit auch Rückgänge des Preisgeldes. Zu Beginn wurde das Geld weitgehend in staatliche Obligationen investiert, die mit der Zeit immer weniger Geld abwarfen. Über viele Jahre blieb der absolute Betrag des Preises annähernd gleich, so dass durch Inflation der reale Wert des Geldes absank. Mit der Zeit wurden aber auch die vom schwedischen Staat getroffenen Regelungen gelockert. 1946 wurde die Nobelstiftung von der Steuer befreit. 1953 liberalisierte die Nobelstiftung ihre Investitionsregeln, wodurch das Vermögen der Stiftung vergrößert werden konnte. Seither investiert die Stiftung das Geld im Wesentlichen so, wie es am ertragreichsten erscheint. 1969 wurde der Wirtschaftspreis von der Schwedischen Nationalbank gestiftet, der immer genauso hoch dotiert ist wie die Nobelpreise. Die Ausgaben für diesen Preis werden aber komplett von der Schwedischen Nationalbank finanziert.
Im Jahr 1901 war jede der einzelnen Preiskategorien mit 150.800 schwedischen Kronen dotiert, was dem heutigen Wert von 7 Millionen Kronen entsprechen würde. Bis 1955 blieb die Preissumme stets unter 200.000 Kronen und erreichte ihren Tiefpunkt im Jahr 1923, wenn man den inflationsbereinigten Kaufwert betrachtet. Der reale Kaufwert des Preises sank zeitweise auf ungefähr 2 Millionen Kronen ab. Der Preis hatte den geringsten absoluten Wert im Jahr 1919, als er nur mit 133.127 Kronen dotiert war. Zwischen 1953 und 2001 wurde die Preisdotierung mehrmals erhöht. 1991 hatte das Preisgeld erstmals wieder einen höheren realen Wert als bei der ersten Preisvergabe im Jahr 1901. Seinen bisherigen Höhepunkt in absoluter Kaufkraft erreichte der Preis 2001. Von 2001 bis 2011 war die Preishöhe konstant bei 10 Millionen Kronen, so dass der reale Wert des Preises inflationsbedingt sank. Da die Preisträger zumeist aus dem Ausland kommen, spielt der schwankende Wechselkurs der Krone auch eine Rolle. 2012 wurde die Dotierung des Preises erstmals seit 1949 gesenkt, um das Stiftungskapital langfristig zu sichern. Es betrug einige Jahre lang 8 Millionen Kronen, bis es 2017 auf 9 Millionen und 2020 schließlich wieder auf 10 Millionen Kronen stieg. 2023 wurde das Preisgeld auf 11 Millionen Kronen erhöht.
Heute liegt das Vermögen der Nobelstiftung deutlich über Nobels Vermögen. Ende 2011 betrug es 2,97 Milliarden Kronen, während Nobels hinterlassenes Vermögen von 31 Millionen Kronen einem heutigen Kaufwert von ca. 1,65 Milliarden Kronen entspräche. 71 Prozent des Geldes sind im Ausland investiert, 29 Prozent in Schweden. 53 Prozent des Geldes liegen in Aktien. Die Nobelstiftung gibt drei bis vier Prozent der Einnahmen wieder aus. Der Wert des Stiftungsvermögens ist gestiegen und erreichte 1999 den Höhepunkt, als es 3,94 Milliarden Kronen betrug, was inflationsbereinigt 279 Prozent des ursprünglichen Kapitals von 1901 entsprach.

### Medaillen

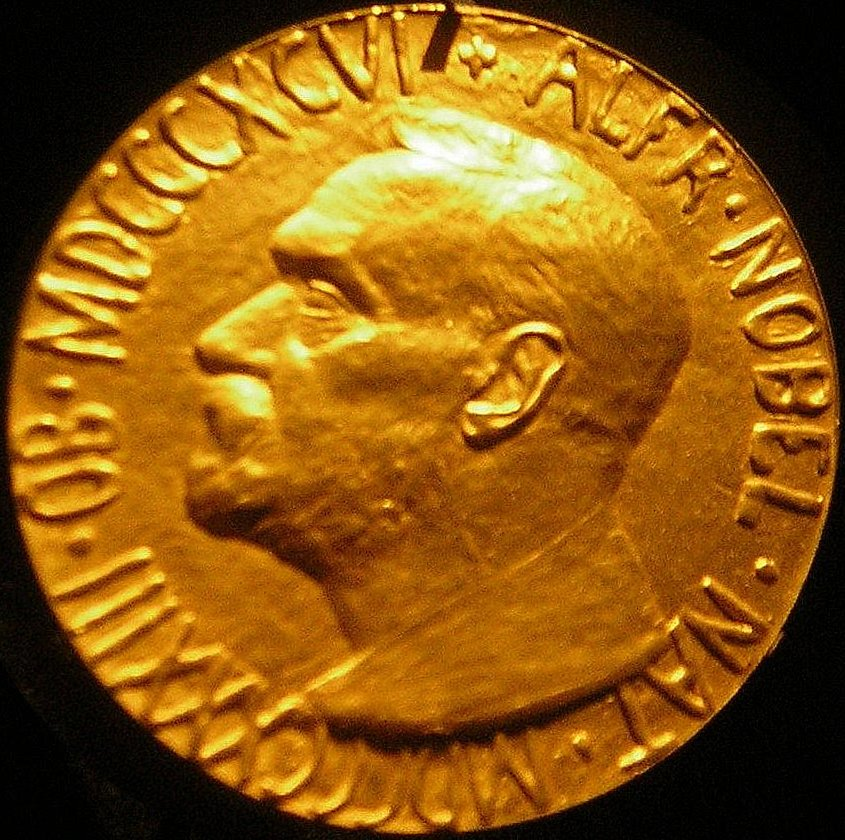
Medaille des Friedensnobelpreises, die Norman Angell 1933 erhielt

Die Statuten der Nobelstiftung schreiben vor, dass die Preisträger „eine Goldmedaille, die das Abbild des Testamentsverfassers und eine angemessene Inschrift tragen soll“, erhalten. Weiterhin haben die Preisträger die Möglichkeit, drei vergoldete Bronzemedaillen zu bestellen.
Die Nobelpreismedaillen für Physik, Chemie, Medizin und Literatur wurden von dem schwedischen Bildhauer und Graveur Erik Lindberg entworfen, die Medaille des Friedenspreises von dem norwegischen Bildhauer Gustav Vigeland. Bei letzterer übernahm aber auch Lindberg die Übertragung des Entwurfs auf die Medaillen.
Auf der Vorderseite der von Lindberg kreierten Medaillen ist ein Porträt von Alfred Nobel sowie dessen Name, Geburts- und Sterbedatum (in römischen Zahlen) eingraviert. Die Rückseite unterscheidet sich je nach Kategorie, wobei Physik und Chemie dasselbe Motiv haben. Dort ist auch der volle Name des Preisträgers eingraviert. Bei der ersten Preisvergabe 1901 war der Entwurf der Medaillen noch nicht ganz fertig, so dass die Medaillen erst ab 1902 das heutige Aussehen haben.
Die Vorderseite der Medaille für den Friedenspreis zeigt ein davon leicht unterschiedliches Bild, aber die Elemente Porträt, Name, Geburts- und Sterbedatum sind ebenso enthalten.
Die Medaille für den Wirtschaftspreis unterscheidet sich von allen anderen. Sie wurde von Gunvor Svensson-Lundqvist entworfen und enthält auf der Vorderseite das Symbol der Wissenschaftsakademie, ein Porträt Alfred Nobels sowie die Inschrift Sveriges Riksbank till Alfred Nobels Minne 1968 („Die Schwedische Nationalbank im Gedenken an Alfred Nobel 1968“). Der Name des Preisträgers wird auf dem Rand eingeprägt, wodurch dieser nicht sofort ersichtlich ist. Im Jahr 1975 führte dies bei Leonid Witaljewitsch Kantorowitsch und Tjalling Koopmans zu Problemen. Ihre Medaillen wurden verwechselt und die Preisträger fuhren mit jeweils der falschen Medaille nach Hause. Erst vier Jahre später konnten die Medaillen nach diplomatischen Bemühungen getauscht werden.
Die in Schweden vergebenen Medaillen wurden von 1902 bis 2010 im Myntverket in Eskilstuna geprägt, die in Norwegen vergebene Medaille von Den Kongelige Mynt in Kongsberg.
Das Myntverket, nach eigenen Angaben im Jahr 995 gegründet und seit 2002 im Besitz der finnischen Münze Rahapaja Oy, wurde im Jahr 2011 geschlossen. Die Prägung des schwedischen Geldes war schon zuvor ins Ausland verlegt worden, aber Myntverket arbeitete mit den verbliebenen sechs Mitarbeitern nicht profitabel, so dass der Betrieb auf Beschluss der Muttergesellschaft eingestellt wurde. Hierdurch verlor Schweden die letzte Münzprägeinstitution, was die weitere Herstellung der Nobelmedaillen in Schweden unmöglich machte. Die Nobelstiftung sah die norwegische Münze als naheliegend und ließ die Münzen für das Jahr 2011 dort prägen. Die seit 1972 bestehende Firma Svensk Medalj AB, die ihren Sitz ebenfalls in Eskilstuna hat, kaufte die Maschinen zur Herstellung von Medaillen von Myntverket auf. Seit 2012 prägt diese Firma die Medaillen.
Die in Schweden gefertigten Medaillen aus dem Jahr 2012 haben ungefähr einen Materialwert von 65.000 schwedischen Kronen (ca. 7.500 Euro), wiegen 175 Gramm und bestehen aus 18-karätigem Gold. Die Medaille des Wirtschaftspreises ist mit 185 Gramm etwas schwerer. Bis 1980 waren die Medaillen aus 23-karätigem Gold.
Die Medaillen der Physiknobelpreisträger Max von Laue (1914), James Franck (1925) und Niels Bohr (1922) haben eine besondere Geschichte. Bohr hatte die Medaillen von Franck und Laue, die der politischen Verfolgung durch die Nazis ausgesetzt waren, zur Aufbewahrung erhalten, damit diese nicht von den deutschen Behörden konfisziert würden. Bohr und der dänische Arzt August Krogh stellten ihre Medaillen im März 1940 für eine Auktion zugunsten eines Fonds zur Unterstützung Finnlands zur Verfügung, wo sie von einem anonymen Käufer erworben wurde. Als die Deutschen in Dänemark einmarschierten, wollte Bohr die Medaillen Francks und von Laues nicht in die Hände der Nazis fallen lassen. Der ungarische Chemiker George de Hevesy, der zu dieser Zeit in Bohrs Labor arbeitete, schlug Bohr vor, die Medaillen zu vergraben, was Bohr jedoch nicht wollte, da sie ausgegraben werden könnten. Letztlich lösten sie die Medaillen in Königswasser auf, als die Deutschen in Kopenhagen einmarschierten. In der Tat durchsuchten die Nazis das Labor Bohrs, konnten aber nichts finden. Nach dem Krieg schickte Bohr das zersetzte Gold der Medaillen nach Stockholm, wo die Nobelstiftung neue Medaillen für Franck und von Laue herstellen ließ. Bohrs Medaille wurde von ihrem Käufer dem Historischen Museum in Frederiksborg übergeben und ist heute dort ausgestellt.

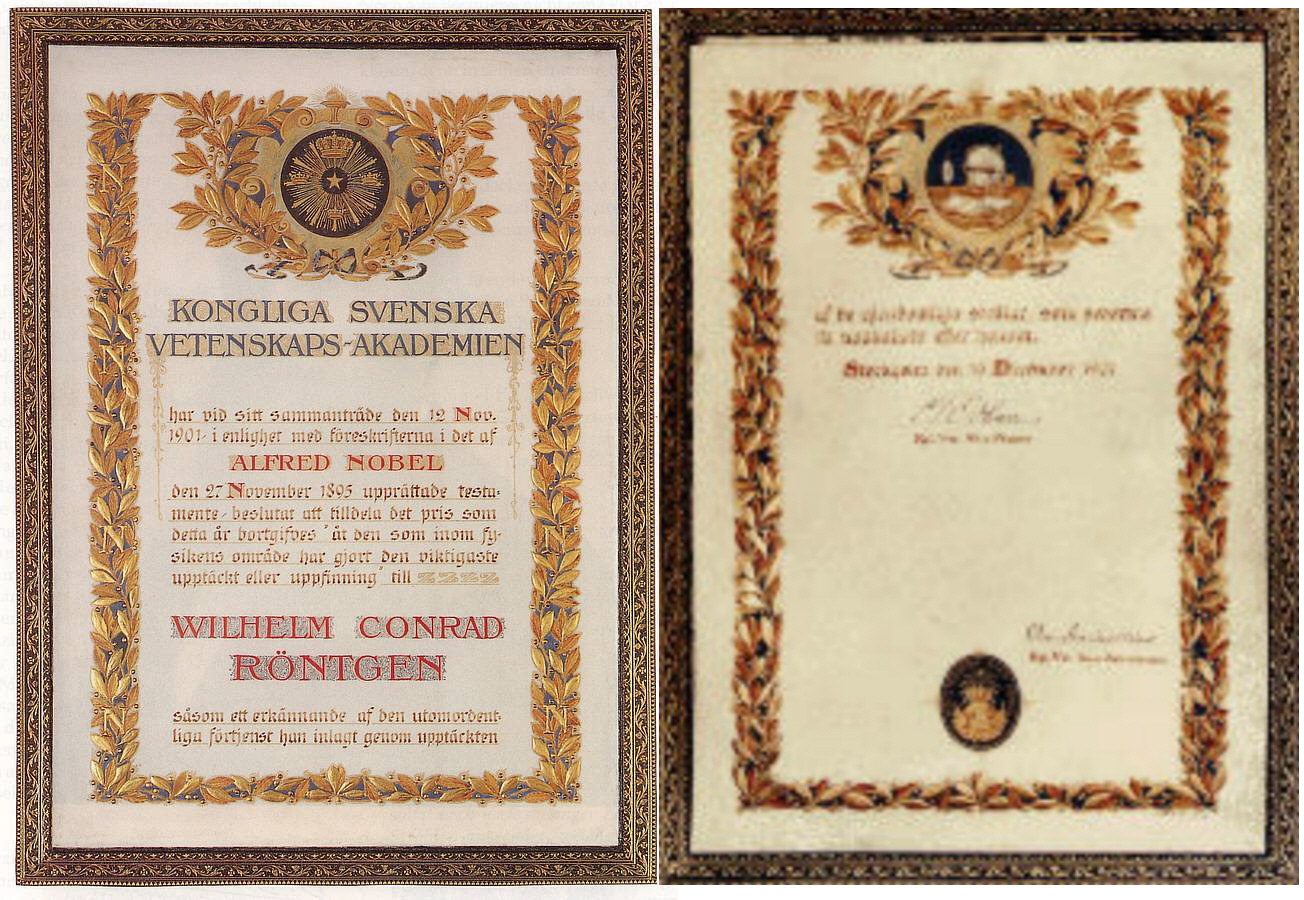
Nobelpreisurkunde Wilhelm Conrad Röntgens, angefertigt von Sofia Gisberg, 1901

### Urkunde
Das Design der Urkunden wird durch die preisvergebenden Körperschaften festgelegt. Jede Urkunde wird von einem Künstler und einem Kalligrafen speziell für den Laureaten angefertigt.

## Nominierung und Auswahl
Um für einen Nobelpreis in Frage zu kommen, muss man nominiert werden, wobei das Nominierungsrecht nicht jedem zusteht. Die Bestimmungen hierzu sind in den Statuten der Nobelstiftung festgelegt und werden ggf. von den mit der Auswahl der Preisträger befassten Institutionen präzisiert. Auf den Wirtschaftspreis finden sie analog Anwendung.
Es können nur lebende Personen nominiert werden. Bis 1974 war es möglich, eine Person mit dem Nobelpreis auszuzeichnen, die nach dem Stichdatum der Nominierung (Ende Januar) verstarb. So wurden Erik Axel Karlfeldt 1931 und UN-Generalsekretär Dag Hammarskjöld 1961 posthum geehrt. Mahatma Gandhi hingegen wurde 1948 noch vor dem Stichdatum erschossen, weswegen er den Preis nicht erhalten konnte. Es gab auch keine Nachfolgeorganisation, die man an seiner Stelle hätte auszeichnen können. 1948 wurde der Friedensnobelpreis letztendlich nicht vergeben, weil es „keinen geeigneten lebenden Kandidaten“ gebe. 1974 wurden die Statuten dahingehend geändert, dass eine Person nur noch dann posthum geehrt werden kann, wenn sie zwischen Bekanntgabe (Oktober) und Verleihung (10. Dezember) stirbt, so geschehen 1996 im Fall von William Vickrey. 2011 starb der Immunologe Ralph M. Steinman drei Tage vor Bekanntgabe, dass er den Preis für Physiologie oder Medizin des Jahres erhalten solle. Hiervon hatte die Nobelversammlung am Karolinska-Institut jedoch keine Kenntnis. Der Vorstand der Nobelstiftung kam zu dem Schluss, dass der Zweck der Regel ist, eine absichtliche posthume Vergabe zu verhindern. Da man die Entscheidung aber im guten Glauben getroffen habe, Steinman sei am Leben, erhalte er den Preis trotzdem.
Es ist nicht möglich, sich selbst zu nominieren.
Die Nominierungsfrist ist der 1. Februar. Die Nominierungen, die in den zwölf vorangegangenen Monaten eingereicht wurden, werden bei der Auswahl berücksichtigt.
Der Preis kann generell auch an Institutionen und Verbände vergeben werden, aber jede Vergabeinstitution kann selbst entscheiden, ob der ihr anvertraute Preis hierfür zur Verfügung stehen soll. Bislang macht hiervon lediglich der Friedensnobelpreis Gebrauch.

### Nominierungsrecht
Das Recht, eine Nominierung auszusprechen, haben je nach Preiskategorie unterschiedliche Personen:
- Grundsätzlich frühere Preisträger der jeweiligen Kategorie
- Für Physik, Chemie, Physiologie oder Medizin und Wirtschaftswissenschaften sind die Mitglieder des jeweiligen Nobelkomitees, der Akademie der Wissenschaften, Professoren der jeweiligen Fachrichtung an bestimmten skandinavischen Universitäten und weitere ausgesuchte Individuen und Lehrkräfte an ausgewählten weiteren Universitäten nominierungsberechtigt.
- Für den Nobelpreis in Literatur können Vorschläge von Literatur- und Linguistikprofessoren, Mitgliedern der Schwedischen Akademie und ähnlicher Institutionen, und den Präsidenten repräsentativer Schriftstellervereinigungen eingereicht werden.
- Vorschläge für den Friedensnobelpreis kann jedes Mitglied eines nationalen Parlaments oder einer Regierung sowie eines internationalen Gerichts machen, außerdem Professoren der Fachrichtungen Sozialwissenschaft, Geschichte, Philosophie, Recht und Theologie sowie die Leiter von Friedensforschungsinstituten und ähnlichen Organisationen.

### Interpretation der Kriterien
Der Wortlaut des Testaments legt nahe, dass der prämiert werden soll, der eine Leistung im Jahr vor der Preisvergabe erbracht hat. Dies stellt insbesondere in den wissenschaftlichen Kategorien ein Problem dar. Viele wichtige Erkenntnisse werden erst Jahre oder gar Jahrzehnte später allgemein anerkannt. Eine schnelle Prämierung der Leistungen kann auch bedingen, dass letztlich unbedeutende oder sogar falsche Forschungsergebnisse den Preis erhalten.
Die Statuten legen das Testament so aus, dass die neuesten Leistungen des jeweiligen Feldes prämiert werden sollen und ältere Leistungen nur dann, wenn deren Bedeutung erst kürzlich offenkundig geworden sind. Weiterhin sollen nur Leistungen ausgezeichnet werden, die nach Erfahrung und Prüfung durch Experten von so herausragender Bedeutung sind, wie das im Testament beabsichtigt ist.
Daher wird der Preis oft erst Jahrzehnte nach der eigentlichen Leistung vergeben, um sicherzustellen, dass die gewürdigte Leistung den von Nobel gesetzten Maßstäben gerecht wird.
Dies bedingt auch, dass viele Preisträger der wissenschaftlichen Preise zum Zeitpunkt der Auszeichnung schon aus dem Berufsleben ausgeschieden sind. Vereinzelt stellt dies sogar ein Problem dar. Werner Forßmann, der Preisträger in der Kategorie Medizin im Jahr 1956, arbeitete zum Zeitpunkt seiner Auszeichnung schon lange nicht mehr in der kardiologischen Forschung, sondern in einer gewöhnlichen urologischen Praxis in Bad Kreuznach, was nun nicht mehr angemessen schien. Daraufhin wurde er zum chirurgischen Chefarzt am evangelischen Krankenhaus in Düsseldorf, wo er sich schon bald mit dem dortigen Kuratorium überwarf und es nach der Probezeit zur Kündigung kam, die aber wegen des großen Prestige des Nobelpreises wieder zurückgenommen wurde. Beim Physik-Nobelpreisträger Theodor Hänsch stellte sich schon bald nach der Auszeichnung im Jahr 2005 das Problem, dass er im Oktober 2006 hätte pensioniert werden sollen und bestenfalls bis zu seinem 68. Lebensjahr hätte weiterarbeiten dürfen. Zeitweise erwog er daher sogar, in die USA zu gehen. Die bayerische Staatsregierung sicherte ihm aber eine Lösung auf Basis einer privaten Anstellung zu.
Manchmal kann eine Leistung auch nicht mehr ausgezeichnet werden, weil der potenzielle Preisträger schon verstorben ist. So erhielt Oswald T. Avery nie einen Nobelpreis, obwohl seine Erkenntnis, dass die DNS der Träger der Erbinformation ist, mit Sicherheit eine Jahrhunderterkenntnis war. Es dauerte jedoch zu lange, bis die Wissenschaft diese Erkenntnis akzeptierte. Er wurde in den Jahren 1932 bis 1953 (Daten für 1954 und 1955 liegen noch nicht vor) insgesamt 36-mal nominiert.

### Geheimhaltungspflicht
Gemäß den Statuten der Stiftung werden Informationen über Nominierte und Nominierende sowie diesbezügliche Meinungen und Untersuchungen seitens des Komitees für einen Zeitraum von 50 Jahren unter Verschluss gehalten. Erst dann können die Akten auf Antrag eingesehen werden, wobei jeder Fall zu prüfen ist und der Zugang für geschichtliche Forschung reserviert bleibt.
Es wurden jedoch mittlerweile komplette Listen der Nominierten für viele Nobelpreise freigegeben, bei denen die 50-Jahres-Frist schon abgelaufen ist. Die Praxis unterscheidet sich hier zwischen den Kategorien. Während beim Medizinpreis nur Daten bis 1953 freigegeben wurden, ist die vollständige Liste der anderen beiden wissenschaftlichen Kategorien bis 1970 freigegeben, beim Friedenspreis bis 1971 und beim Literaturpreis sogar bis 1973. Verzeichnet sind üblicherweise die Daten des Nominierten und der nominierenden Person. Die Liste des Wirtschaftspreises ist bislang nicht zugänglich.

### Einschränkungen in der Auswahl der Preisträger
Neben der Beschränkung auf lebende Preisträger und der maximalen Anzahl von Preisträgern und prämierten Leistungen gilt noch die Vorschrift, dass die Leistung vorher publiziert worden sein muss.

### Nichtvergabe des Preises
Sollte sich kein Vorschlag unter den Nominierungen befinden, der die dargelegten Bedingungen erfüllt, wird das Preisgeld bis in das darauffolgende Jahr aufbewahrt. Sollte auch dann kein würdiger Preisträger gefunden werden, geht das Geld zurück an die Stiftung.
Dies ist die einzige Möglichkeit gemäß den Statuten, den Preis nicht zu vergeben. Sowohl die verspätete Vergabe als auch die Nichtvergabe sind schon zahlreiche Male vorgekommen, insbesondere in Kriegszeiten. Am häufigsten war dies beim Friedensnobelpreis der Fall, der insgesamt 12-mal zurückgestellt und 19-mal gar nicht vergeben wurde.
Das Preisgeld wurde bei Nichtvergaben in den Jahren 1914 bis 1932 immer in den speziellen Fonds der jeweiligen Preiskategorie gegeben. Ab 1933 bis 1948 wurde das Preisgeld in so einem Fall zu einem Drittel in den Hauptfonds überführt, während die anderen zwei Drittel an den speziellen Fonds der jeweiligen Preiskategorie gingen. Seither kamen beide Varianten zum Einsatz, was aber nur noch den Friedensnobelpreis betraf, weil die anderen Preise zuletzt während des Zweiten Weltkriegs nicht vergeben wurden. Den ersten Verzicht auf eine Vergabe des Preises gab es im Jahr 1914, als in den Kategorien Literatur und Frieden niemand ausgezeichnet wurde. Die bislang letzte Nichtvergabe war der Friedensnobelpreis 1972.
Die Möglichkeit der verspäteten Vergabe kam einige Male in Kriegszeiten zum Einsatz, aber auch gehäuft in der Zeit zwischen den Weltkriegen. In den 1920er Jahren trat dies in jeder Preiskategorie mehr als einmal auf. So wurde bei den Nobelpreisen für das Jahr 1925 nur der Medizinnobelpreis ohne Verzögerung vergeben. In den wissenschaftlichen Kategorien hat es seit dem Zweiten Weltkrieg aber keine Zurückstellung des Preises mehr gegeben. Beim Literaturnobelpreis wurde zuletzt 1949 davon Gebrauch gemacht. Die erste verspätete Vergabe war der Friedensnobelpreis 1912. Nachdem dies seit dem Friedensnobelpreis 1976, der erst 1977 vergeben wurde, unüblich geworden war, kam die Möglichkeit des Aufschubs 2018 erstmals wieder zum Einsatz, als die Schwedische Akademie wegen einer Krise den Literaturnobelpreis 2018 auf das Jahr 2019 verschob.
Der Wirtschaftspreis hat gemäß den Statuten dieselben Vergaberichtlinien, aber weder die Möglichkeit der Zurückstellung noch die der Nichtvergabe wurde bislang genutzt.

## Preisträger
Die dort befindliche Liste enthält Informationen zu den sechs verschiedenen Kategorien von Preisträgerinnen, -ern in der chronologischen Abfolge der Auszeichnungen. Hinweise zur Begründung aller einzelnen Preise finden sich in den Listen nach den jeweiligen Fachgebieten bzw. ausführlicher in den Personenartikeln über die einzelnen Laureaten.
Der Nobelpreis wurde bislang (Stand: Ende 2024) 916-mal vergeben, davon an 885 Personen und 31 Organisationen. Da einige wenige Personen und Organisationen mehrfach ausgezeichnet wurden, haben ihn bislang 880 Personen und 28 Organisationen erhalten. Hinzu kommen 96 Preisträger des nach vergleichbaren Kriterien vergebenen Wirtschaftspreises.

### Anzahl der Preisträger
Der Preis darf auf bis zu zwei Leistungen verteilt werden. Wurde eine Leistung von zwei oder drei Personen erbracht, so darf der Preis auf diese aufgeteilt werden. Jedoch darf der Preis nie an mehr als drei Personen gleichzeitig gehen.
Wie die folgende Tabelle (Stand: Dezember 2024) zeigt, wird die Aufteilung von Nobelpreisen in den einzelnen Disziplinen sehr unterschiedlich gehandhabt.
| Kategorie                | Verleihungen | Anzahl der Preisträger | Anzahl der Preisträger | Anzahl der Preisträger | Anzahl der Preisträger | Anzahl der Preisträger | nicht verliehen |
| Kategorie                | Verleihungen | 1                      | 2                      | 3                      | gesamt                 | Ø                      | nicht verliehen |
| ------------------------ | ------------ | ---------------------- | ---------------------- | ---------------------- | ---------------------- | ---------------------- | --------------- |
| Medizin                  | 115          | 40                     | 36                     | 39                     | 229                    | 1,99                   | 9               |
| Physik                   | 118          | 47                     | 33                     | 38                     | 227                    | 1,92                   | 6               |
| Chemie                   | 116          | 63                     | 25                     | 28                     | 197                    | 1,7                    | 8               |
| Frieden                  | 105          | 71                     | 31                     | 3                      | 142                    | 1,35                   | 19              |
| Literatur                | 117          | 113                    | 4                      | —                      | 121                    | 1,03                   | 7               |
| gesamt (ohne Wirtschaft) | 571          | 334                    | 129                    | 108                    | 916                    | 1,6                    | 49              |
|                          |              |                        |                        |                        |                        |                        |                 |
| Wirtschaft               | 56           | 26                     | 20                     | 10                     | 96                     | 1,71                   | —               |
| gesamt (mit Wirtschaft)  | 627          | 360                    | 149                    | 118                    | 1012                   | 1,61                   | 49              |

Der Literaturnobelpreis wird so gut wie nie geteilt (zuletzt 1974), die wissenschaftlichen Kategorien jedoch häufig, bei Physik und Medizin sogar in mehr als der Hälfte der Preisvergaben. Mit Ausnahme des Literaturnobelpreises geht bei allen Preisen die Tendenz in Richtung Preisteilung.
Dies ist dadurch zu erklären, dass literarische Leistungen fast ausschließlich von Einzelpersonen erbracht werden. Zumindest wurde bislang noch nie eine Gemeinschaftsleistung prämiert. Daher ist eine Aufteilung auf drei Preisträger sehr unwahrscheinlich, weil dann mindestens zwei Preisträger für dieselbe Leistung geehrt werden müssten. Eine Aufteilung auf zwei Personen mit jeweils eigenständiger Leistung ist nach den Statuten nur denkbar, wenn beide Leistungen gleich bedeutend waren im jeweiligen Jahr und es keine Leistung gab, die noch größer war. In den wissenschaftlichen Kategorien werden hingegen Leistungen oft von vielen Forschern gemeinsam erbracht, so dass eine Aufteilung in der Regel angebracht ist.

### Mehrmalige Preisträger

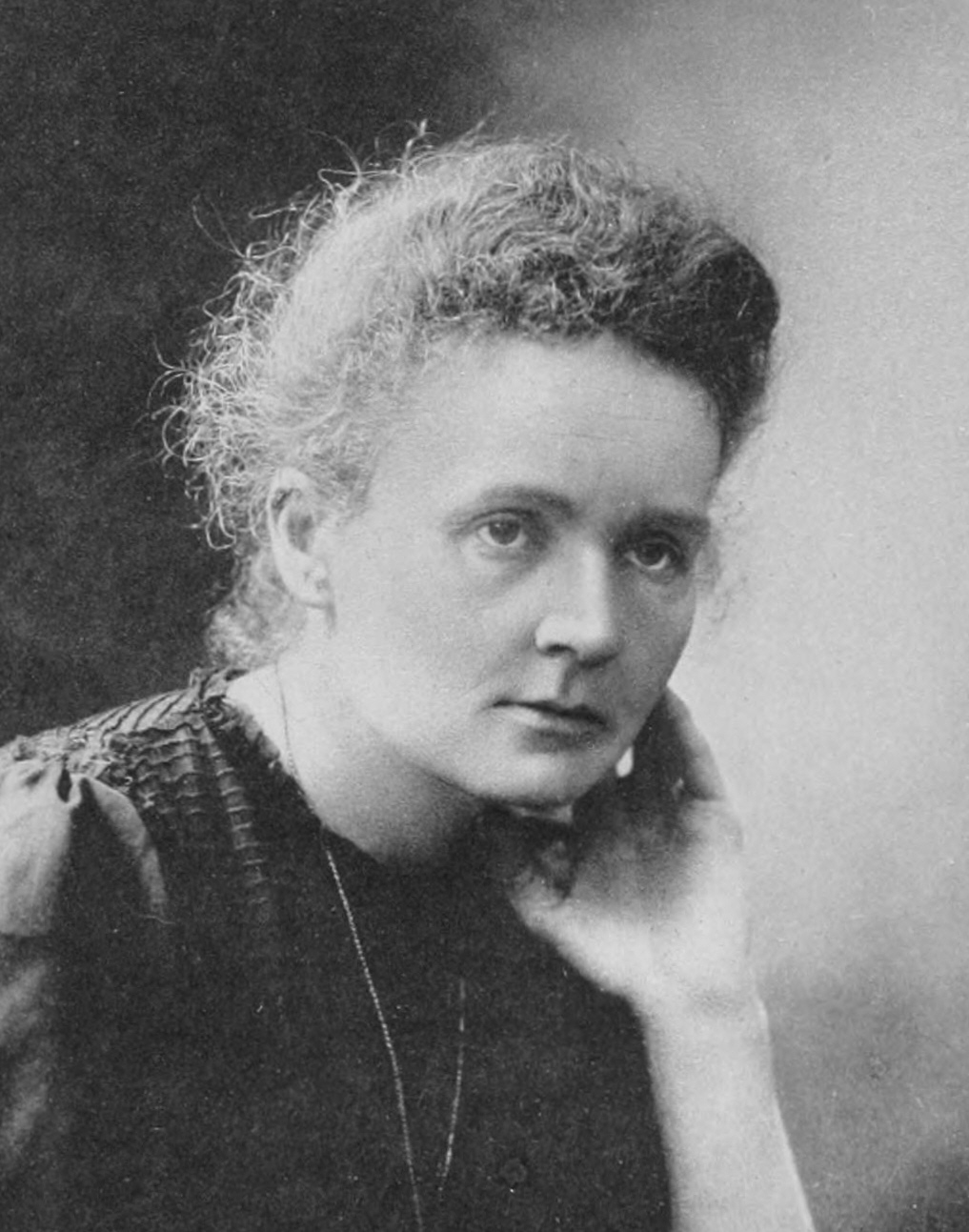
Marie Curie (1911) ist die einzige Frau mit zwei Nobelpreisen und neben Linus Pauling der einzige Mensch, der ihn in zwei Kategorien erhalten hat.

Bisher ist der Preis nur fünf Menschen zweimal verliehen worden – Marie Curie (1903 für Physik und 1911 für Chemie), Linus Carl Pauling (1954 für Chemie und 1962 für Frieden), John Bardeen (1956 und 1972 jeweils für Physik), Frederick Sanger (1958 und 1980 jeweils für Chemie) und Karl Barry Sharpless (2001 und 2022 jeweils für Chemie). Pauling ist hierbei der einzige, der keinen der Preise mit jemand anderem teilen musste.
Organisationen wurden ebenso mehrmals mit dem Preis geehrt. Das Hochkommissariat der Vereinten Nationen für Flüchtlinge (UNHCR) erhielt 1954 und 1981 den Friedensnobelpreis. Seine Vorgängerorganisation, das Internationale Nansen-Büro für Flüchtlinge (Hochkommissariat des Völkerbundes), wurde 1938 mit diesem Preis ausgezeichnet, sein Leiter Fridtjof Nansen 1922. Das Internationale Komitee vom Roten Kreuz wurde für seine Friedensbemühungen sogar dreimal (1917, 1944, 1963) ausgezeichnet, 1963 zusammen mit der Liga der Rotkreuz-Gesellschaften. Der Gründer des IKRK und der Rotkreuz-Bewegung, Henry Dunant, erhielt 1901 zusammen mit dem französischen Pazifisten Frédéric Passy den ersten Friedensnobelpreis.

### Frauenanteil
Bis 2024 wurden insgesamt 916 Nobelpreise der fünf klassischen Kategorien vergeben, davon gingen 822 an Männer, 63 an Frauen und 31 an Organisationen. Abzüglich der mehrmaligen Preisträger wurden damit 818 Männer, 62 Frauen und 28 Organisationen geehrt. Hinzu kommen (Stand 2024) noch 93 männliche Preisträger und drei weibliche für den Alfred-Nobel-Gedächtnispreis für Wirtschaftswissenschaften. Der Frauenanteil inklusive Wirtschaftspreis beträgt also 6,5 Prozent.
| Kategorie                | gesamt      | Frauen  | Männer    | Organi- sationen | Verhältnis Frauen:Männer | Vergabe an eine Frau | Vergabe an eine Frau |
| Kategorie                | gesamt      | Frauen  | Männer    | Organi- sationen | Verhältnis Frauen:Männer | erste                | bislang letzte       |
| ------------------------ | ----------- | ------- | --------- | ---------------- | ------------------------ | -------------------- | -------------------- |
| Physik                   | 227 (226)   | 5       | 222 (221) | 0                | 1:44,5 (1:44,2)          | 1903                 | 2023                 |
| Chemie                   | 197 (195)   | 8       | 189 (187) | 0                | 1:23,63 (1:23,38)        | 1911                 | 2022                 |
| Medizin                  | 229         | 13      | 216       | 0                | 1:16,62                  | 1947                 | 2023                 |
| Literatur                | 121         | 18      | 103       | 0                | 1: 5,72                  | 1909                 | 2024                 |
| Frieden                  | 142 (139)   | 19      | 92        | 31 (28)          | 1: 4,84                  | 1905                 | 2023                 |
| gesamt (ohne Wirtschaft) | 916 (908)   | 63 (62) | 822 (818) | 31 (28)          | 1:13,05 (13,19)          | 1903                 | 2024                 |
|                          |             |         |           |                  |                          |                      |                      |
| Wirtschaft               | 96          | 3       | 93        | 0                | 1:31                     | 2009                 | 2023                 |
| gesamt (mit Wirtschaft)  | 1012 (1004) | 66 (65) | 915 (911) | 31 (28)          | 1:13,86 (1:14,02)        | 1903                 | 2024                 |

Personen, die mehrmals einen der Preise erhalten haben, werden in der Tabelle auch mehrmals gezählt. In Klammern steht die Anzahl der physisch verschiedenen Preisträger.
Nach Nobels Testament sollen ausschließlich die Würdigsten den Preis bekommen. Das Geschlecht wird nicht erwähnt.
Demgemäß wurden auch schon frühe Nobelpreise an Frauen vergeben, zuerst 1903. Jedoch ist die Verteilung über die Jahre sehr unregelmäßig.
Der Literaturpreis wurde von 1909 bis 1966 insgesamt sechsmal an eine Frau vergeben und danach erst wieder 1991. Ähnlich ist es beim Friedenspreis, der 1905, 1931 und 1946 an Frauen vergeben wurde, dann erst wieder 1976. In der Chemie wurde nach 1964 erst 2009 wieder eine Frau mit dem Preis ausgezeichnet. Beim Medizinpreis erhielt bis 1976 lediglich Gerty Cori die Auszeichnung, seither wurden aber 11 weitere Frauen ausgezeichnet (Stand: 2023). Der Physikpreis war zwar der erste, der an eine Frau vergeben wurde, aber hat den niedrigsten Frauenanteil. Die nächsten Verleihungen an Frauen waren hier erst 1963 und 2018. Jedoch wurden seither mehrere Frauen ausgezeichnet. Der Preis für Wirtschaftswissenschaften war lange Zeit eine reine Männerdomäne, bis er schließlich 40 Jahre nach der ersten Verleihung im Jahr 2009 an Elinor Ostrom ging. Seither wurden zwei weitere Frauen ausgezeichnet.
Die Preise in den naturwissenschaftlichen Kategorien können nur an Wissenschaftler gehen und werden üblicherweise lange nach der prämierten Leistung vergeben, so dass die bisherigen Preisträger meist aus Forschergenerationen kamen, in denen der Frauenanteil sehr gering war. Bei den anderen Gebieten ist das Feld möglicher Preisträger weiter gefasst. Das Vergabekomitee für den Friedensnobelpreis kann auch Organisationen auszeichnen. Der Literaturpreis kann an Schriftsteller unabhängig von Qualifikation und Genre vergeben werden.
Nach drei Preisträgerinnen in den 1900er Jahren, erhielt in den 1910er Jahren nur eine Frau den Preis. Zwischen 1912 und 1925 wurde keine Frau ausgezeichnet. Von 1948 bis 1962 gab es eine längere Phase ohne Auszeichnung einer Frau. Bis in die 1960er Jahre erhielten nie mehr als drei Frauen pro Jahrzehnt den Preis. Seither steigt die Zahl der Verleihungen an Frauen an. 1976 wurden erstmals zwei Frauen in einem Jahr ausgezeichnet, die ihn aber gemeinsam in der Kategorie erhielten. 1991 waren es erstmals zwei Frauen in unterschiedlichen Kategorien, 2004 dann erstmals drei Frauen. Die bislang frauenstärksten Jahre waren 2009 und 2023 mit jeweils fünf Frauen, die ausgezeichnet wurden (inkl. Wirtschaftspreis). Seit 2018 (Stand: 2024) wurde jedes Jahr mindestens eine Frau ausgezeichnet.
Marie Curie ist die einzige zweifache Preisträgerin. Sie erhielt ihren ersten Preis für Physik 1903, zusammen mit ihrem Ehemann Pierre und Antoine Henri Becquerel. Allerdings geschah dies auf Anregung ihres Mannes, der dem Nobelpreiskomitee per Brief erklärte, dass seine Frau einen gleich großen Anteil an der Leistung hatte. Den zweiten Preis für Chemie erhielt sie 1911. In beiden Preiskategorien war sie jeweils die erste weibliche Preisträgerin. Außer ihr hat nur Linus Carl Pauling zwei Nobelpreise in verschiedenen Kategorien erhalten.
Aus dem deutschsprachigen Raum haben bislang vier Frauen den Nobelpreis erhalten. Die Österreicherin Bertha von Suttner erhielt 1905 als zweite Frau überhaupt den Nobelpreis und war zudem die erste Friedensnobelpreisträgerin. Als die beiden einzigen deutschen Frauen erhielten Christiane Nüsslein-Volhard 1995 und Herta Müller 2009 den Nobelpreis. Die Österreicherin Elfriede Jelinek erhielt 2004 den Literaturnobelpreis.
Es kam bislang viermal vor, dass mehrere Frauen gemeinschaftlich mit einem Preis ausgezeichnet wurden. Im Jahr 1976 erhielten Betty Williams und Mairead Corrigan den Friedensnobelpreis. 2011 wurden Ellen Johnson Sirleaf, Leymah Gbowee und Tawakkul Karman ebenso mit den Friedensnobelpreis ausgezeichnet. Der Chemienobelpreis im Jahr 2020 ging an Emmanuelle Charpentier und Jennifer A. Doudna. Weiterhin teilten sich Elizabeth Blackburn und Carol W. Greider mit Jack Szostak im Jahr 2009 den Medizinnobelpreis.
Im Jahr 2005 nominierte die Kampagne 1000 Women for the Nobel Peace Prize 2005 1000 Frauen aus 151 Ländern für den Friedensnobelpreis.

### Jüngste und älteste Nobelpreisträger

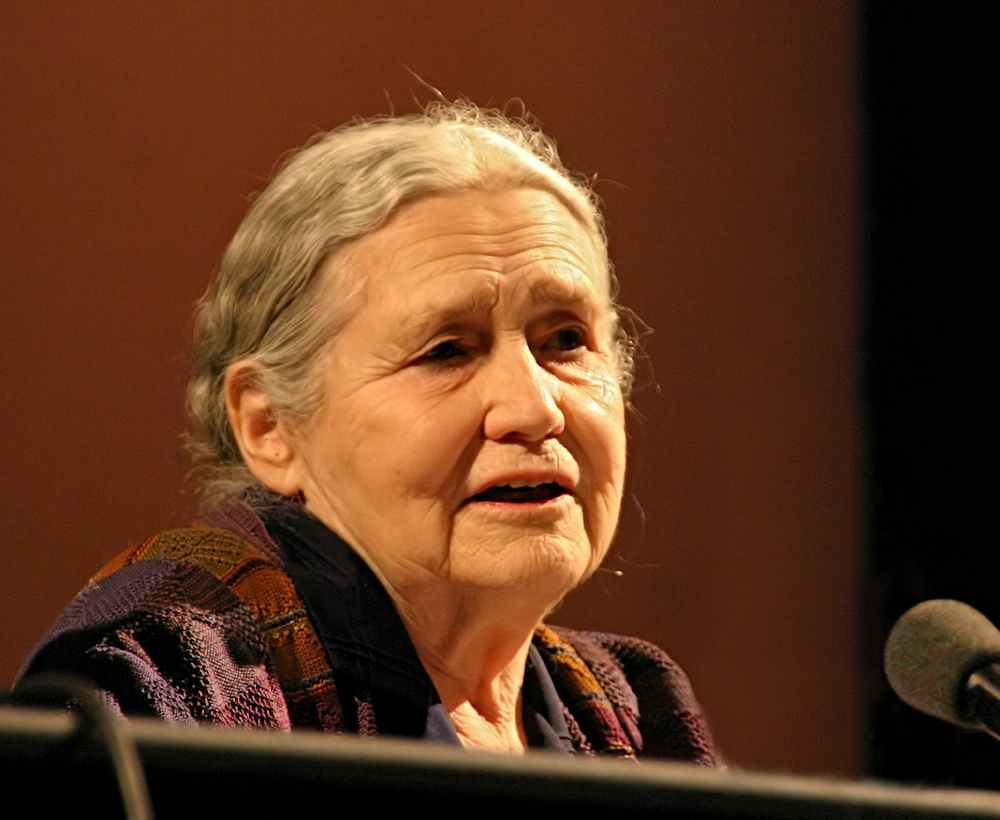
Doris Lessing, älteste Preisträgerin bislang

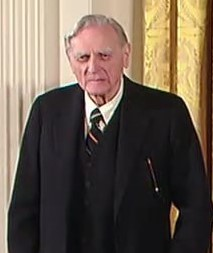
John Bannister Goodenough, ältester Preisträger bislang

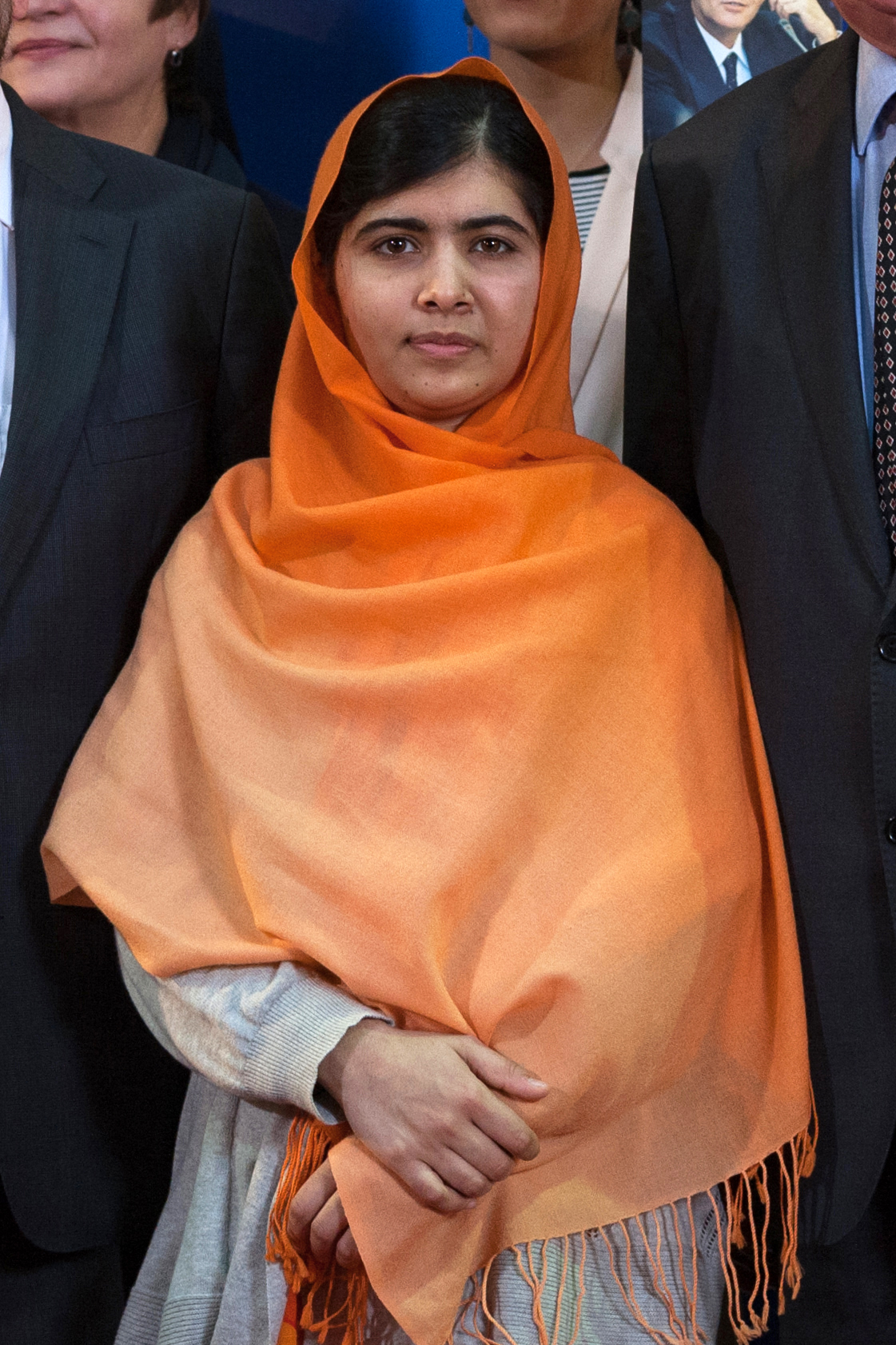
Malala Yousafzai, jüngste Preisträgerin bislang

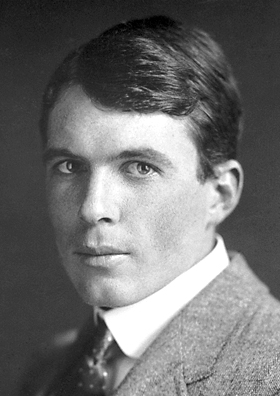
William Lawrence Bragg, jüngster Preisträger bislang

#### Jüngste und älteste zum Zeitpunkt der Preisverleihung
Das früheste Geburtsdatum aller Nobelpreisträger hatte Theodor Mommsen (1817–1903), der ein Jahr vor seinem Tod in der Kategorie Literatur ausgezeichnet wurde. Er war bis 1927 der älteste aller Nobelpreisträger. Jacobus Henricus van ’t Hoff (1852–1911) war bei der ersten Verleihung des Nobelpreises mit 49 Jahren der jüngste Preisträger. Er wurde schon im Folgejahr von Pieter Zeeman abgelöst, der 37 Jahre alt war. William Lawrence Bragg, der im Jahr 1915 im Alter von 25 Jahren ausgezeichnet wurde, war fast 100 Jahre lang jüngster Preisträger, als Malala Yousafzai im Alter von nur 17 Jahren ausgezeichnet wurde. Die folgenden Listen führen die ältesten bzw. jüngsten Preisträger auf, wobei in jeder Kategorie zumindest der Rekordhalter für jedes Geschlecht enthalten ist.
Das Durchschnittsalter der Preisträger nimmt seit den 1960er Jahren stetig zu. Betrug es in den 1950er Jahren noch 56,4 Jahre, erreichte es in den 2010er Jahren 67,3 Jahre. Das Jahrzehnt mit dem jüngsten Durchschnittsalter sind die 1930er Jahre, in denen die Preisträger im Durchschnitt 51,6 Jahre alt waren.
| Name                             | Jahr | Kategorie                | Alter zur Verleihung  | Anmerkungen                                                                       |
| -------------------------------- | ---- | ------------------------ | --------------------- | --------------------------------------------------------------------------------- |
| John B. Goodenough (1922–2023)   | 2019 | Chemie                   | 97 Jahre und 138 Tage | Ältester Nobelpreisträger und ältester lebender Nobelpreisträger von 2019–23      |
| Arthur Ashkin (1922–2020)        | 2018 | Physik                   | 96 Jahre und 99 Tage  | Ältester Physikpreisträger und ältester lebender Nobelpreisträger von 2018–19     |
| Leonid Hurwicz (1917–2008)       | 2007 | Wirtschaft               | 90 Jahre und 111 Tage | Ältester Wirtschaftspreisträger                                                   |
| Raymond Davis junior (1914–2006) | 2002 | Physik                   | 88 Jahre und 57 Tage  | Ältester Preisträger von 2002–18                                                  |
| Doris Lessing (1919–2013)        | 2007 | Literatur                | 88 Jahre und 49 Tage  | Älteste Frau unter den Preisträgerinnen sowie älteste Literaturnobelpreisträgerin |
| Peyton Rous (1879–1970)          | 1966 | Physiologie oder Medizin | 87 Jahre und 66 Tage  | Ältester Medizinnobelpreisträger                                                  |
| Józef Rotblat (1908–2005)        | 1995 | Frieden                  | 87 Jahre und 36 Tage  | Ältester Friedensnobelpreisträger                                                 |
| Tu Youyou (* 1930)               | 2015 | Physiologie oder Medizin | 84 Jahre und 345 Tage | Älteste Medizinnobelpreisträgerin                                                 |
| Alva Myrdal (1902–1986)          | 1982 | Frieden                  | 80 Jahre und 313 Tage | Älteste Friedensnobelpreisträgerin                                                |
| Claudia Goldin (* 1946)          | 2023 | Wirtschaft               | 77 Jahre und 210 Tage | Dritte und älteste Wirtschaftspreisträgerin                                       |
| Ada Yonath (* 1939)              | 2009 | Chemie                   | 70 Jahre und 171 Tage | Älteste Chemienobelpreisträgerin                                                  |
| Anne L’Huillier (* 1958)         | 2023 | Physik                   | 65 Jahre und 116 Tage | Älteste Physiknobelpreisträgerin                                                  |

| Name                               | Jahr | Kategorie                | Alter zur Verleihung  | Anmerkungen                                                                            |
| ---------------------------------- | ---- | ------------------------ | --------------------- | -------------------------------------------------------------------------------------- |
| Malala Yousafzai (* 1997)          | 2014 | Frieden                  | 17 Jahre und 151 Tage | Jüngste Preisträgerin                                                                  |
| William Lawrence Bragg (1890–1971) | 1915 | Physik                   | 25 Jahre und 254 Tage | Zweitjüngster Preisträger, jüngster Mann unter den Preisträgern                        |
| Nadia Murad (* 1993)               | 2018 | Frieden                  | 25 Jahre und 275 Tage | Drittjüngste Preisträgerin, zweitjüngste Frau unter den Preisträgern                   |
| Tsung-Dao Lee (1926–2024)          | 1957 | Physik                   | 31 Jahre und 16 Tage  |                                                                                        |
| Carl David Anderson (1905–1991)    | 1936 | Physik                   | 31 Jahre und 98 Tage  |                                                                                        |
| Paul Dirac (1902–1984)             | 1933 | Physik                   | 31 Jahre und 124 Tage |                                                                                        |
| Werner Heisenberg (1901–1976)      | 1932 | Physik                   | 32 Jahre und 5 Tage   | Erhielt den Preis erst ein Jahr später zugesprochen und war daher schon ein Jahr älter |
| Frederick Banting (1891–1941)      | 1923 | Physiologie oder Medizin | 32 Jahre und 26 Tage  | Jüngster Medizinnobelpreisträger und erster kanadischer Preisträger                    |
| Tawakkol Karman (* 1979)           | 2011 | Frieden                  | 32 Jahre und 306 Tage |                                                                                        |
| Frédéric Joliot-Curie (1900–1958)  | 1935 | Chemie                   | 35 Jahre und 266 Tage | Jüngster Chemienobelpreisträger                                                        |
| Martin Luther King (1929–1968)     | 1964 | Frieden                  | 35 Jahre und 330 Tage | Jüngster männlicher Friedensnobelpreisträger                                           |
| Marie Curie (1867–1934)            | 1903 | Physik                   | 36 Jahre und 33 Tage  | Jüngste Physiknobelpreisträgerin                                                       |
| Irène Joliot-Curie (1897–1956)     | 1935 | Chemie                   | 38 Jahre und 89 Tage  | Jüngste Chemienobelpreisträgerin                                                       |
| Pearl S. Buck (1892–1973)          | 1938 | Literatur                | 41 Jahre und 167 Tage | Jüngste Literaturnobelpreisträgerin                                                    |
| Rudyard Kipling (1865–1936)        | 1907 | Literatur                | 41 Jahre und 345 Tage | Jüngster Literaturnobelpreisträger                                                     |
| Esther Duflo (* 1972)              | 2019 | Wirtschaft               | 47 Jahre und 46 Tage  | Zweite und jüngste Wirtschaftspreisträgerin                                            |
| Kenneth Arrow (1921–2017)          | 1972 | Wirtschaft               | 51 Jahre und 109 Tage | Jüngster männlicher Wirtschaftspreisträger                                             |
| Gerty Cori (1896–1957)             | 1947 | Physiologie oder Medizin | 51 Jahre und 117 Tage | Jüngste Medizinnobelpreisträgerin                                                      |
| Elinor Ostrom (1933–2012)          | 2009 | Wirtschaft               | 76 Jahre und 125 Tage | Erste und bis 2019 auch jüngste Wirtschaftspreisträgerin                               |

#### Höchstes und niedrigstes erreichtes Lebensalter

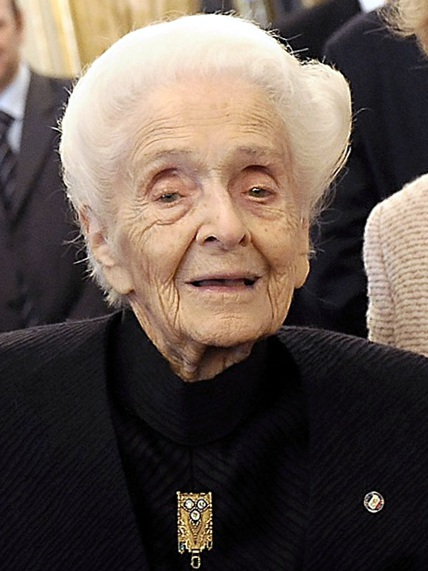
Rita Levi-Montalcini (2009) erreichte das höchste Lebensalter aller Preisträger

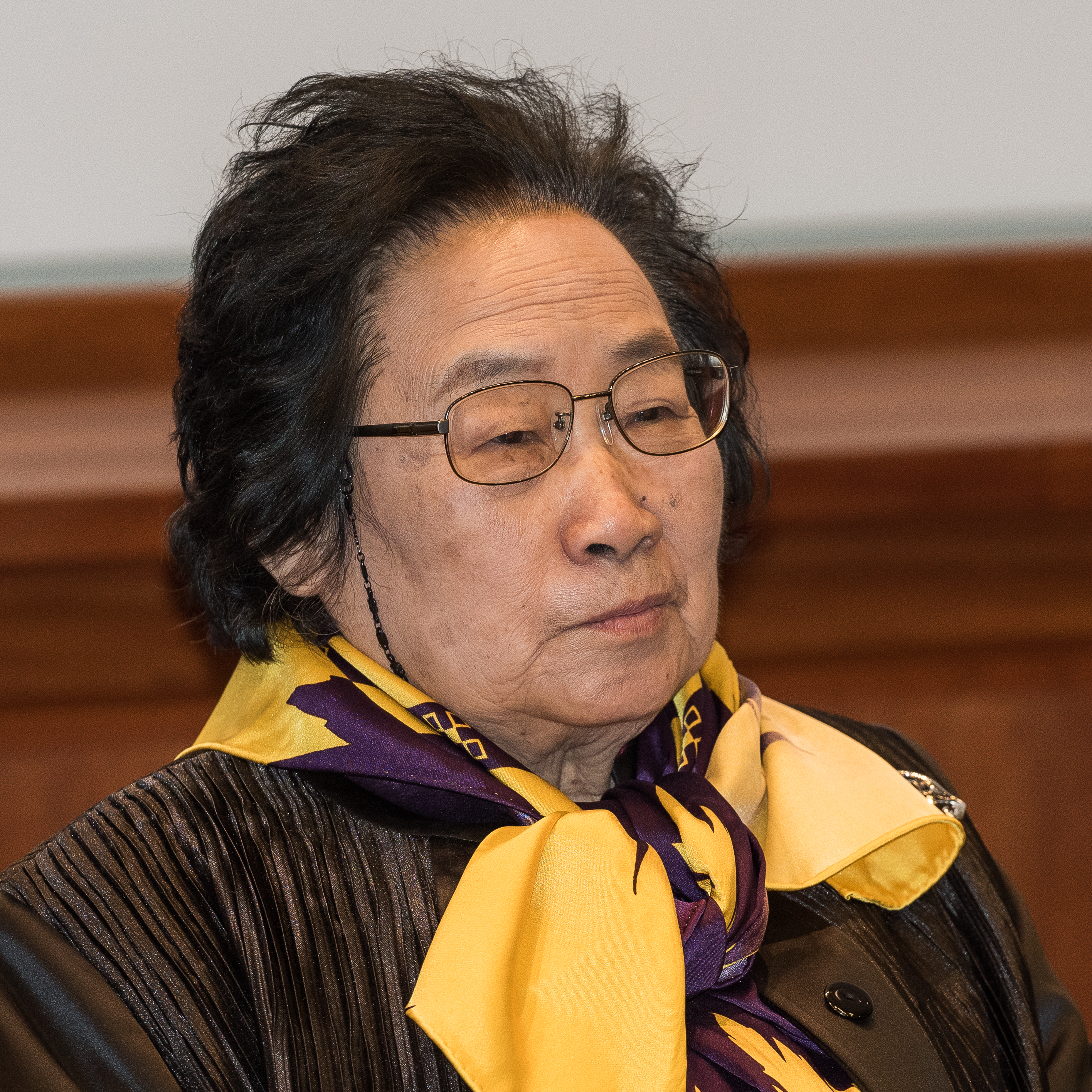
Tu Youyou (2015), älteste unter den lebenden Preisträgerinnen

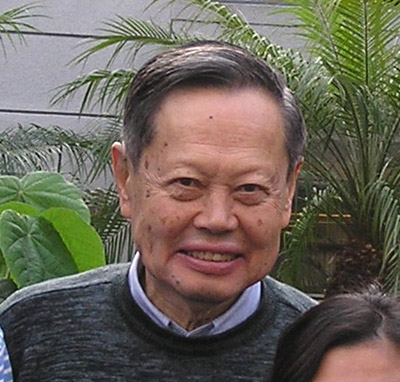
Chen Ning Yang, hat das höchste erreichte Lebensalter aller männlichen Preisträger und ist zugleich der älteste lebende Preisträger

Seit dem 4. Mai 2008 ist Rita Levi-Montalcini, welche 1986 den Medizinnobelpreis erhielt, diejenige Person, die das höchste Lebensalter aller Nobelpreisträger erreicht hat. Sie starb am 30. Dezember 2012 im Alter von 103 Jahren und 252 Tagen. Der seit 16. Februar 2024 älteste männliche und zugleich älteste lebende Nobelpreisträger ist der Physiker Chen Ning Yang, der 102 Jahre und 308 Tage alt ist und den Nobelpreis im Jahr 1957 erhielt.
Die älteste lebende Nobelpreisträgerin ist die Pharmakologin Tu Youyou, die 94 Jahre und 218 Tage alt ist.
Nach Kategorien sind die höchsten erreichten Lebensalter:
- Medizin: siehe oben. Der Biochemiker Edmond Henri Fischer, der 1992 den Medizinnobelpreis erhielt und im Alter von 101 Jahren und 137 Tagen starb, war bis 2024 auch der männliche Preisträger mit dem höchsten erreichten Lebensalter. Torsten N. Wiesel ist der älteste lebende Medizinnobelpreisträger mit 101 Jahren und 63 Tagen.
- Physik: siehe oben
- Chemie: Rudolph Arthur Marcus, der 102 Jahre und 15 Tage alt ist, hat das höchste Lebensalter aller Chemiepreisträger erreicht.
- Frieden: Henry Kissinger erreichte das höchste Alter unter den Friedensnobelpreisträgern mit 100 Jahren und 186 Tagen. Unter den lebenden Friedensnobelpreisträgern ist es Adolfo Pérez Esquivel, der 93 Jahre und 252 Tage alt ist.
- Literatur: Bertrand Russell erreichte das höchste Alter aller Literaturnobelpreisträger und starb im Alter von 97 Jahren und 270 Tagen. Der älteste lebende Literaturnobelpreisträger ist Wole Soyinka, der 91 Jahre und 23 Tage alt ist.
- Wirtschaft: Unter den Wirtschaftspreisträgern erreichte Ronald Coase mit 102 Jahren das höchste Lebensalter. Der älteste lebende Wirtschaftspreisträger ist Vernon L. Smith mit 98 Jahren und 216 Tagen. Die älteste Wirtschaftspreisträgerin, Claudia Goldin, ist 79 Jahre und 83 Tage alt.

Der am jüngsten verstorbene Preisträger war Martin Luther King, der 1964 den Friedensnobelpreis erhielt und vier Jahre später im Alter von 39 Jahren ermordet wurde. Niels Ryberg Finsen, Medizinnobelpreisträger des Jahres 1903, starb ein Jahr später im Alter von 43 Jahren an einer Leberkrankheit. Albert Camus, Literaturnobelpreisträger des Jahres 1957, starb drei Jahre später bei einem Verkehrsunfall im Alter von 46 Jahren. Ebenfalls bei einem Verkehrsunfall und ebenfalls im Alter von 46 Jahren, wenn auch nur wenige Wochen vor dem 47. Geburtstag, starb Pierre Curie, welcher Physiknobelpreisträger des Jahres 1903 gewesen war und 1906 verstarb. Alfred Werner erreichte das geringste Lebensalter aller Chemienobelpreisträger. Er hatte den Preis 1913 erhalten und verstarb 1919 im Alter von 52 Jahren. Bei den Wirtschaftspreisträgern erreichte Dale Mortensen das geringste Lebensalter. Er erhielt den Preis 2010 und verstarb 2014 im Alter von 74 Jahren und 341 Tagen.

#### Längste und kürzeste Lebensspanne nach der Preisverleihung
Da die meisten Preisträger am Ende ihrer Karriere oder im Ruhestand ausgezeichnet werden, bleiben ihnen oft nur noch wenige Lebensjahre, um das außergewöhnliche Ansehen, das mit dem Preis einhergeht, zu genießen. Im Durchschnitt verstarben Nobelpreisträger 20,7 Jahre nach der Auszeichnung (bezogen auf die bereits verstorbenen Preisträger, Stand 2023).
Einer der Physikpreisträger von 1957, Chen Ning Yang, der die Auszeichnung zusammen mit Tsung-Dao Lee (1926–2024) erhielt, ist derjenige Preisträger, bei dem die längste Zeitspanne, nämlich 67 Jahre und 238 Tage, seit der Preisverleihung vergangen ist. Unter den weiblichen Preisträgern ist es Mairead Corrigan, die den Friedensnobelpreis im Jahr 1976 zusammen mit Betty Williams (1943–2020) erhielt, bei der seit der Preisverleihung die längste Zeit, nämlich 48 Jahre und 238 Tage, vergangen ist.
Die Rekordhalter nach Kategorien sind:
- Medizin: Bei James Watson, Preisträger des Jahres 1962, sind 62 Jahre und 238 Tage vergangen.
- Physik: siehe oben
- Chemie: Adolf Butenandt, der 55 Jahre und 39 Tage nach der Preisvergabe im Jahr 1939 verstarb. Allerdings konnte er den Preis aus politischen Gründen erst im Jahr 1949 annehmen. Unter den noch lebenden Chemiepreisträgern ist es Walter Gilbert, bei dem mittlerweile 44 Jahre und 238 Tage seit der Preisvergabe 1980 vergangen sind.
- Frieden: Henry Kissinger erhielt den Preis 1973 und verstarb 49 Jahre und 354 Tage später. Unter den lebenden Friedensnobelpreisträgern ist bei der bereits erwähnten Mairead Corrigan am meisten Zeit vergangen.
- Literatur: Halldór Laxness erhielt den Preis 1955 und starb 42 Jahre und 60 Tage später. Unter den noch lebenden Preisträgern ist es Wole Soyinka, der den Preis vor 38 Jahren und 238 Tagen erhielt.
- Wirtschaft: Paul A. Samuelson erhielt den Preis 1970 und starb 39 Jahre und 3 Tage später. Unter den noch lebenden Preisträgern ist bei William F. Sharpe die meiste Zeit vergangen. Er erhielt den Preis im Jahr 1990, also vor 34 Jahren und 238 Tagen. Bei der Wirtschaftspreisträgerin Esther Duflo vergingen bislang 5 Jahre und 238 Tage.

Die kürzesten Lebensspannen nach der Preisvergabe sind naturgemäß bei den Preisträgern zu finden, die schon vor der Bekanntgabe verstarben. Erik Axel Karlfeldt, Literaturnobelpreisträger 1931, und UN-Generalsekretär Dag Hammarskjöld, Friedensnobelpreisträger 1961, erhielten den Preis postum. Nach Änderungen der Regeln, welche die postume Vergabe nur noch erlauben, wenn der Preisträger nach Bekanntgabe verstirbt, erhielt nur noch Ralph M. Steinman (Medizin 2011) den Nobelpreis postum, da dem Vergabekomitee nicht bekannt war, dass Steinman verstorben war. Der Wirtschaftspreisträger William Vickrey starb wenige Tage nach der Bekanntgabe im Jahr 1996 und erhielt den Preis ebenso postum.
Unter den Preisträgern, die den Preis nicht postum erhielten, verstarb John Galsworthy am schnellsten nach der Preisvergabe. Er erhielt den Literaturnobelpreis im Jahr 1932 und verstarb  52 Tage später. Unter den weiblichen Preisträgern verstarb Alva Myrdal am schnellsten. Sie erhielt den Friedensnobelpreis 1982 und verstarb nur 3 Jahre und 53 Tage später. Noch schneller verstarb die Wirtschaftspreisträgerin Elinor Ostrom, nämlich nur 2 Jahre und 185 Tage nach der Preisvergabe 2009.
Nach Kategorien sind die kürzesten Spannen:
- Medizin: Christiaan Eijkman, welcher den Preis 1929 erhielt, starb  330 Tage später.
- Physik: Willard S. Boyle erhielt den Preis 2009 und starb 1 Jahr und 148 Tage später.
- Chemie: Henri Moissan, Preisträger 1906, starb  72 Tage nach der Preisvergabe.
- Frieden: Satō Eisaku, Preisträger 1974, starb  175 Tage nach der Preisvergabe.
- Literatur: siehe oben
- Wirtschaft: Leonid Hurwicz verstarb  197 Tage nachdem er den Preis im Jahr 2007 erhalten hatte.

### Nationalität der Preisträger
Nobel hat in seinem Testament ausdrücklich vorgesehen, dass Skandinavier bei der Preisvergabe nicht bevorzugt werden dürften, sondern nur der Würdigste ausgewählt werden soll. Ob dieser Regel objektiv Rechnung getragen wird, ist unklar, da eine überproportionale Vergabe auch daher rühren kann, dass in diesem Land besonders viele preiswürdige Leistungen erbracht werden.
Mit Ausnahme Schwedens sind die skandinavischen Länder nicht stark vertreten. Schweden stellt in jeder Kategorie in mindestens vier Jahren Preisträger. Mit Ausnahme des Chemiepreises, wo die Schweiz öfter an Preisen beteiligt war, liegen nur deutlich bevölkerungsreichere Länder vor Schweden.
Besonders stark vertreten sind die Vereinigten Staaten. Sie führen die Statistik in allen Kategorien mit Ausnahme der Literatur an. In den Wirtschaftswissenschaften kommen weit mehr Preisträger aus den USA als aus allen anderen Ländern zusammen. Aber auch ohne Berücksichtigung des Wirtschaftspreises finden sich seit dem Zweiten Weltkrieg kaum noch Jahre, in denen kein Amerikaner ausgezeichnet wurde. Dies war nur in den Jahren 1948, 1957 und 1991 der Fall, wobei sich 1948 unter den Preisträgern ein gebürtiger US-Amerikaner befand. Vor dem Zweiten Weltkrieg ist das Bild genau umgekehrt: bis 1922 wurden nur sechs Amerikaner mit einem Nobelpreis ausgezeichnet, davon drei Friedensnobelpreise. In den 1920er und 1930er Jahren finden sich noch sieben Jahre, in denen kein Amerikaner ausgezeichnet wurde. Unter den Preisträgern finden sich aber auch zahlreiche Immigranten, die aus Europa geflüchtet waren oder wegen der Attraktivität der Wissenschaftsinstitutionen in die USA gingen und dann später die Staatsbürgerschaft annahmen. 1973 waren beispielsweise beide US-amerikanischen Preisträger Immigranten.
Die Nobelstiftung führte lange Zeit Listen mit der Angabe der Nationalität, hat diese Angabe jedoch mittlerweile von ihrer Internetseite entfernt. Bei den Festivitäten wird ein Vertreter des jeweiligen Landes, meist der Botschafter, eingeladen und erhält einen Platz unter den Ehrengästen. Die Nationalität gibt der Preisträger in der Regel selbst an. Beim Friedensnobelpreis führt das norwegische Nobelinstitut eigene Listen, die teilweise von denen der Nobelstiftung abweichen.
Diese Praxis bedingt unter anderem, dass Angaben der Nationalität gelegentlich umstritten oder verwirrend sind. Bei manchen doppelten Staatsbürgern wird nur eine Nationalität angegeben. Auch wird bei Preisträgern, die zwischen mehreren Nationen standen, wie z. B. dem gebürtigen Elsässer Albert Schweitzer, die Angabe nur einer Nationalität als unzureichend oder, je nach Standpunkt des Betrachters, als falsch empfunden. Ein weiterer Grund für Diskrepanzen sind die zahlreichen staatlichen Veränderungen im 19. und 20. Jahrhundert.
Da der Friedensnobelpreis schon mehrmals an Preisträger ging, die in ihrer Arbeit auf eine Lösung eines Konflikts über die staatliche Zugehörigkeit eines Gebietes hingearbeitet haben, läuft schon die Angabe der Nationalität Gefahr, als tendenziös angesehen zu werden. So wurde bei der Vergabe an den 14. Dalai Lama Tendzin Gyatsho ursprünglich als Nationalität Tibet angegeben, obwohl dieser Staat nur in Form einer Exilregierung existiert. 1998 und 1976 wurden Leistungen für die Beilegung des Nordirlandkonfliktes prämiert. Hier entschied sich das Nobelinstitut ursprünglich für Nordirland als Nationalität, obwohl diese Region niemals ein eigenständiger Staat war und auch die Gründung eines solchen von keiner Konfliktpartei angestrebt wird. Mittlerweile nennt die Internetseite Indien bzw. das Vereinigte Königreich.

### Politische Konflikte
Der Nobelpreis an sich ist zwar politisch neutral, aber immer wieder führt die Auswahl der Preisträger zu Konflikten mit Regierungen, denen der Ausgezeichnete missliebig ist.
In besonderem Maße gilt dies für den Friedensnobelpreis. Zwar hält sich das Komitee meist mit eindeutigen Bewertungen zurück, aber schon die Auswahl wird oft als Aussage für oder gegen eine bestimmte Politik gesehen. In Einzelfällen wird auch deutliche Kritik geübt, so z. B. durch die Vergabe an Jimmy Carter im Jahr 2002. Bei der Bekanntgabe sprach sich der Komiteevorsitzende Gunnar Berge ausdrücklich gegen die Irakpolitik des damaligen US-Präsidenten George W. Bush aus.

#### Zeit des Nationalsozialismus
Aufgrund der Vergabe des Nobelpreises 1935 an den Pazifisten Carl von Ossietzky kam es zu einem Konflikt mit dem nationalsozialistischen Regime in Deutschland.
Ab 1934 setzten sich verschiedene Interessengruppen für die Vergabe des Friedensnobelpreises an Carl von Ossietzky ein, der 1933 verhaftet und ins Konzentrationslager verschleppt worden war. 1934 wurde die Nominierung zu spät und von einer nicht nominierungsberechtigten Institution eingereicht. Ein neuerlicher Versuch 1935 war aussichtsreich, aber die deutsche Regierung übte erheblichen Druck aus, um die Vergabe zu verhindern. Das Nobelpreiskomitee verzichtete auf eine Vergabe des Preises im Jahr 1935 und stellte den Preis gemäß den Statuten zurück, so dass er auch noch 1936 rückwirkend zuerkannt werden konnte.
Der schwerkranke Ossietzky wurde 1936 vom KZ in ein Krankenhaus verlegt und am 7. November aus der Haft entlassen. Die internationale Kampagne zeigte Wirkung und Ossietzky wurde am 23. November der Friedensnobelpreis von 1935 zugesprochen. Trotz Drängens der Gestapo und Hermann Görings persönlich entschloss er sich, den Preis anzunehmen. Die Ausreise zur Preisverleihung nach Norwegen wurde ihm verweigert, und er starb 1938 in Berlin.
Um sicherzustellen, dass sich ein solches politisches Desaster für das Regime nicht noch einmal wiederholte, verfügte Adolf Hitler 1937 per Erlass eine Doktrin, wonach Reichsdeutschen die Annahme des Nobelpreises „für alle Zukunft“ untersagt war. Stattdessen wurde ein Deutscher Nationalpreis für Kunst und Wissenschaft eingeführt und 1937 und 1938 verliehen.
Ebenfalls Repressalien ausgesetzt war Otto Loewi, der als deutscher Forscher im Jahr 1904 nach Österreich gegangen war, wo er auch die österreichische Staatsbürgerschaft erhielt. Ab 1909 war er in Graz tätig. 1936 erhielt er zusammen mit Henry Dale den Medizinnobelpreis. Im März 1938 wurde Österreich an Deutschland angeschlossen. Als Jude wurde er antisemitisch verfolgt, inhaftiert und zur Ausreise gedrängt. Unmittelbar vor der Ausreise nach England wurde er im September 1938 dazu genötigt, das Preisgeld an eine von den Nationalsozialisten kontrollierten Bank zu überweisen und damit aufzugeben.
Von dem Verbot der Annahme des Nobelpreises waren mehrere deutsche Wissenschaftler betroffen. Richard Kuhn erhielt 1938 den Preis in Chemie, konnte ihn aber erst 1948 entgegennehmen. 1939 erhielt Adolf Butenandt den Preis in Chemie; er konnte den Preis aber erst 1949 entgegennehmen. Gerhard Domagk wurde 1939 der Nobelpreis in Medizin zuerkannt. Er geriet sogar in Haft, weil er sich für den Preis bedankte. 1947 konnte er ihn dann doch entgegennehmen. Alle diese Preisträger mussten auf das Preisgeld verzichten, da der Preis hierzu innerhalb eines Jahres hätte abgeholt werden müssen.

#### Konflikte mit der Sowjetunion
In zwei Fällen ging das sowjetische Regime gegen die Preisvergabe an Bürger der Sowjetunion vor.
Der Schriftsteller Boris Pasternak wurde 1958 dazu gedrängt, den ihm zugesprochenen Literaturnobelpreis abzulehnen. Zunächst nahm er an, aber unter dem Druck der sowjetischen Regierung lehnte er den Preis doch ab. Doktor Schiwago, sein bekanntestes Werk, war 1957 nur im Ausland erschienen, weil er in der Sowjetunion wegen des „konterrevolutionären Geistes“ und „pathologischen Individualismus“ zur Veröffentlichung abgelehnt wurde. Die Verleihung des Nobelpreises an Pasternak wurde von offizieller Seite als unfreundlicher Akt angesehen. Man schloss Pasternak aus dem Schriftstellerverband aus.
Bei einer Ausreise zur Annahme des Preises hätte Pasternak befürchten müssen, anschließend nicht in die Sowjetunion zurückkehren zu dürfen. Er wollte das Land jedoch keinesfalls verlassen, so dass er die Annahme verweigerte. Er starb 1960. Doktor Schiwago durfte erst 1987 in der Sowjetunion publiziert werden. Boris Pasternaks Sohn nahm 1989 den Preis in einer speziellen Zeremonie in Stockholm entgegen.
Der Physiker Andrei Dmitrijewitsch Sacharow erhielt für seine Arbeit als Aktivist für Menschenrechte in der Sowjetunion den Friedensnobelpreis 1975. Die Ausreise wurde ihm jedoch verweigert, so dass seine Frau Jelena Georgijewna Bonner nach Oslo reiste und dort den Preis entgegennahm sowie die Dankesrede und Vorlesung hielt.

#### Maßnahmen der chinesischen Regierung gegen die Verleihung an Liu Xiaobo
Mit der Vergabe des Friedensnobelpreises 2010 an den chinesischen Menschenrechtler Liu Xiaobo, der zu jenem Zeitpunkt wegen „Untergrabung der Staatsgewalt“ eine 11-jährige Haftstrafe absaß, widersetzte sich das Komitee dem Druck aus dessen Heimatland. Die chinesische Regierung reagiert kühl und bezeichnete den Preisträger als „Kriminellen“. Dem Druck, die Verleihung zu boykottieren, folgten 19 Staaten, die vorwiegend enge Beziehungen zu China unterhalten und diese nicht gefährden wollten. Liu Xiaobo wurde nicht aus der Haft entlassen, und auch seine Frau konnte den Preis nicht entgegennehmen, weil sie, wie zahlreiche andere chinesische Aktivisten, mit einem Ausreiseverbot belegt wurde. Dass weder der Preisträger noch ein ihm nahestehender Vertreter teilnehmen konnte, hatte es zuletzt bei der Vergabe an Carl von Ossietzky im Jahr 1936 gegeben.
Bei der Verleihung blieb der Stuhl des Preisträgers symbolisch leer. China blockierte die Übertragung der Zeremonie im Land durch Abschaltung zweier internationaler Nachrichtensender und der Verschärfung der Internetzensur, wovon auch die Seiten des Nobelpreises betroffen waren. Der Komiteevorsitzende Jagland mahnte die Freilassung von Liu Xiaobo an. Der Preis wird in Oslo aufbewahrt, bis er abgeholt werden kann. Liu Xiaobo verstarb im Jahr 2017, ohne dass er den Preis entgegennehmen konnte.
Von 2010 bis 2017 wurde in China der Konfuzius-Friedenspreis vergeben, der als Gegenpreis zum Friedensnobelpreis gewertet wird.

## Bekanntgabe

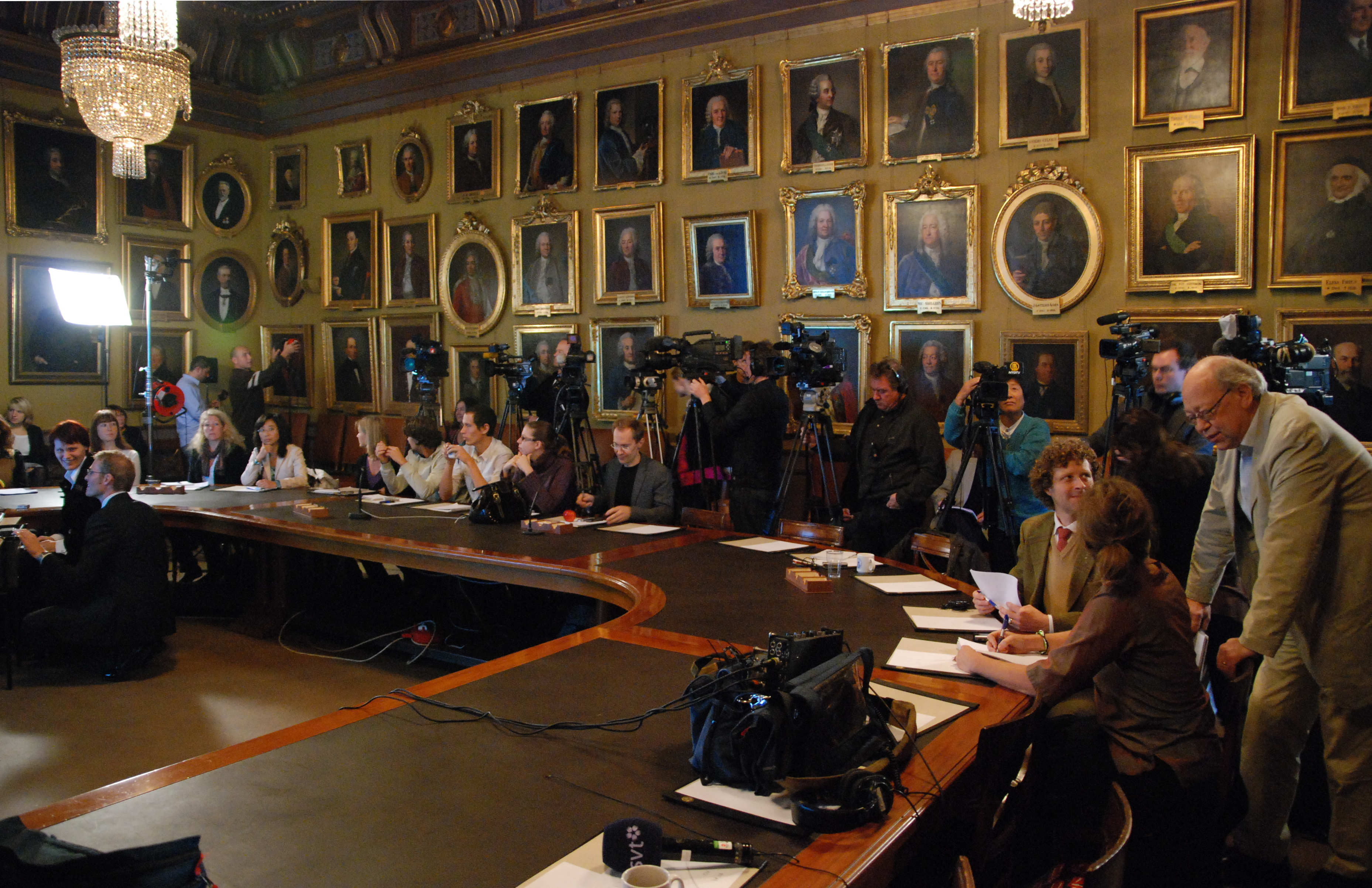
Pressekonferenz in der Schwedischen Akademie der Wissenschaften

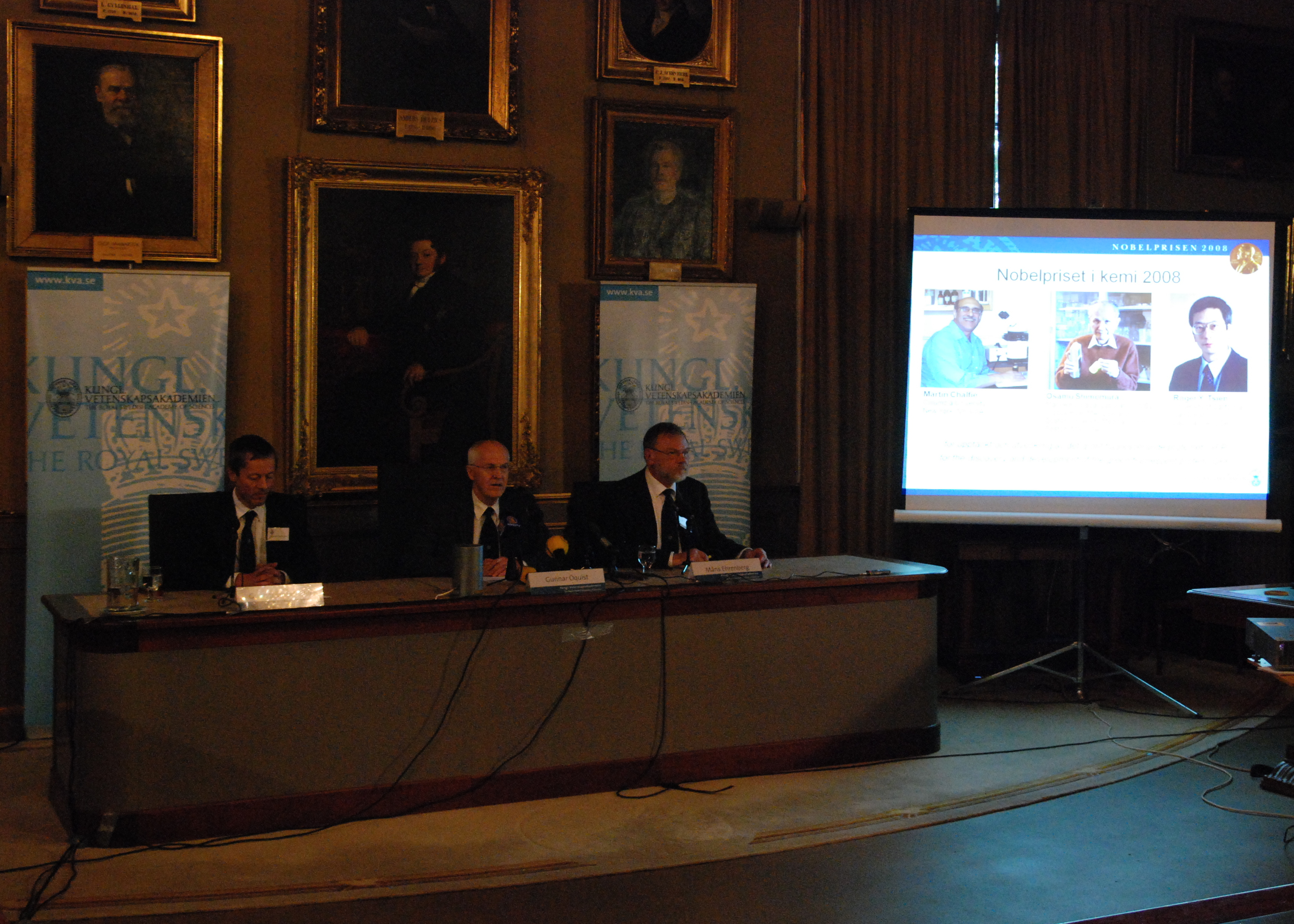
Bekanntgabe der Nobelpreisträger in Chemie 2008

Da es keine öffentliche Nominierung gibt und die Preisträger schon vor der Preisverleihung bekanntgegeben werden, genießt der Preis am Tag der Bekanntgabe sehr große Aufmerksamkeit. Die Bekanntgabe der Preise findet traditionell Anfang bis Mitte Oktober statt. Die Preise werden üblicherweise in folgender Reihenfolge bekanntgegeben:
MedizinDie Bekanntgabe findet an einem Montag Anfang Oktober im Wallenberghörsaal des Karolinska-Instituts statt. Sie ist prinzipiell für die Öffentlichkeit zugänglich. Allerdings erhalten mittlerweile Besucher mit Presseausweis bevorzugt Einlass, während alle anderen Besucher nur Restplätze erhalten. Die Veranstaltung war zuvor so gut besucht, dass nicht alle Besucher einen Sitzplatz fanden. An die Bekanntgabe schließt sich eine Präsentation der Arbeit der Preisträger sowie eine Pressekonferenz an. Unterdessen werden die offiziellen Pressemitteilungen ausgegeben.
PhysikDie Bekanntgabe findet im Gebäude der Akademie der Wissenschaften statt, wobei es sich um eine Pressekonferenz handelt, zu der normalerweise nur Pressevertreter zugelassen sind, so dass die Anzahl der Zuhörer kleiner ist. Im Anschluss wird die Arbeit des bzw. der Preisträger präsentiert. Sofern möglich, wird eine Telefonverbindung zu einem der Preisträger hergestellt, damit er vor der anwesenden Presse einige Fragen beantworten kann. Sollte einer oder mehrere der Preisträger nicht aus einem englisch- oder schwedischsprachigen Land kommen, sind die Pressemitteilungen häufig auch in deren Sprache verfügbar. Als Termin wird üblicherweise der Tag nach der Bekanntgabe des Medizinpreises gewählt.
ChemieDer Ablauf ist im Wesentlichen derselbe wie bei Physik. Der Termin ist üblicherweise der Tag nach der Bekanntgabe des Physikpreises.
LiteraturBis 2020 wurde der Termin für die Bekanntgabe traditionell erst wenige Tage im Voraus bekanntgegeben, seither wurde verfahren wie bei allen anderen Preisen. Zumeist wird der Tag nach der Bekanntgabe des Chemienobelpreises gewählt. Ort der Bekanntgabe ist ein Saal im oberen Stockwerk der Schwedischen Akademie in der Altstadt Stockholms. Hinter einer Tür zu diesem Saal befindet sich eine Uhr. Wenn diese 13 Uhr schlägt, tritt der Ständige Sekretär der Akademie aus der Tür und verliest nach einer kurzen Begrüßung stehend den Preisträger sowie die Preisbegründung. Anschließend findet eine kurze Pressekonferenz statt. Eine weitere Vorstellung des Preisträgers ist nicht Teil der Bekanntgabe, aber es werden Pressemitteilungen verteilt, in denen der Preisträger porträtiert wird. Die Bekanntgabe war bis 2014 für die Öffentlichkeit frei zugänglich und daher auch so gut besucht, dass sich die Zuhörer dicht um die Tür drängen. Unmittelbar nach der Bekanntgabe wurde üblicherweise begeistert für den Preisträger applaudiert. Seit 2014 werden von Jahr zu Jahr unterschiedliche Zugangsbeschränkungen angewandt – teils werden z. B. nur Medienvertreter zugelassen, teils wird die Größe des Publikums bei Bedarf begrenzt.
FriedenDie Bekanntgabe des Friedensnobelpreises wird üblicherweise am Freitag im großen Saal im Nobelinstitut in Oslo durchgeführt.
WirtschaftDer Alfred-Nobel-Gedächtnispreis für Wirtschaftswissenschaften hatte ursprünglich keinen festen Termin. Teilweise fand die Bekanntgabe vor dem Friedenspreis statt, teilweise danach, aber in jedem Fall nach den drei naturwissenschaftlichen Preisen. Mittlerweile ist die Bekanntgabe üblicherweise am Montag in der Woche nach den anderen Preisen. Das Verfahren ist ähnlich wie bei Physik und Chemie.
Die Pressekonferenzen finden heute in der Regel größtenteils auf Englisch statt. Jedoch lesen die schwedischen Preisvergabegremien die Bekanntgabe mit der Begründung üblicherweise auch in Schwedisch vor. Häufig werden die Namen der Preisträger sowie die Begründung auch auf Französisch, Deutsch und Russisch verlesen, da Alfred Nobel auch dieser Sprachen mächtig war. Jedoch variiert dies je nach bekanntgebender Person und Herkunft des jeweiligen Preisträgers, dessen Namen verkündet wird.
Die Termine sind in der Regel mit dem Hinweis „at the earliest“ (frühestens) versehen, da es Verzögerungen geben kann. Diese treten beispielsweise auf, wenn der Anruf bei einem Preisträger mehr Zeit in Anspruch nimmt als erwartet.
Die Preisträger werden üblicherweise noch vor der Öffentlichkeit telefonisch informiert, auch um sie auf den zu erwartenden Ansturm der Presse vorzubereiten. Wegen der Zeitverschiebung erreichen diese Anrufe die US-amerikanischen Preisträger oft mitten in der Nacht. Da die Preisträger bestenfalls wissen, dass sie nominiert sind, kommt die Nachricht in der Regel höchst unerwartet und nicht selten in denkwürdigen Situationen. Der Chemienobelpreisträger 1991, Richard R. Ernst, war auf einem Flug nach Moskau, als er in das Cockpit gebeten wurde, wo er die Nachricht erhielt. Günter Grass war gerade beim Zahnarzt. Willy Brandt befand sich in einer Sitzung des Deutschen Bundestags, als der Bundestagspräsident Kai-Uwe von Hassel die Sitzung unterbrach und die Nachricht aus Oslo verkündete. Manchmal gelingt es den Verantwortlichen jedoch nicht, die Preisträger zu erreichen. Dies war beispielsweise bei George E. Smith der Fall, der beim ersten Presseinterview davon erfuhr. Paul Milgrom erhielt 2020 zusammen mit Robert B. Wilson den Wirtschaftspreis, aber dem Preiskomitee gelang es nicht, ihn zu erreichen, da er sein Telefon nachts für fremde Anrufer stummgeschaltet hatte. Daraufhin klopfte Wilson, der in derselben Straße lebt, mitten in der Nacht an Milgroms Tür und informierte ihn per Gegensprechanlage über den Preis. Der Moment wurde dabei von Milgroms Sicherheitskamera festgehalten.

## Preisvergabe
Die Verleihung der Preise in Stockholm und Oslo findet jedes Jahr am 10. Dezember, dem Todestag Alfred Nobels, statt. Um die Verleihung der Preise ist seit 1901 eine Reihe von Traditionen gewachsen.

### Stockholm

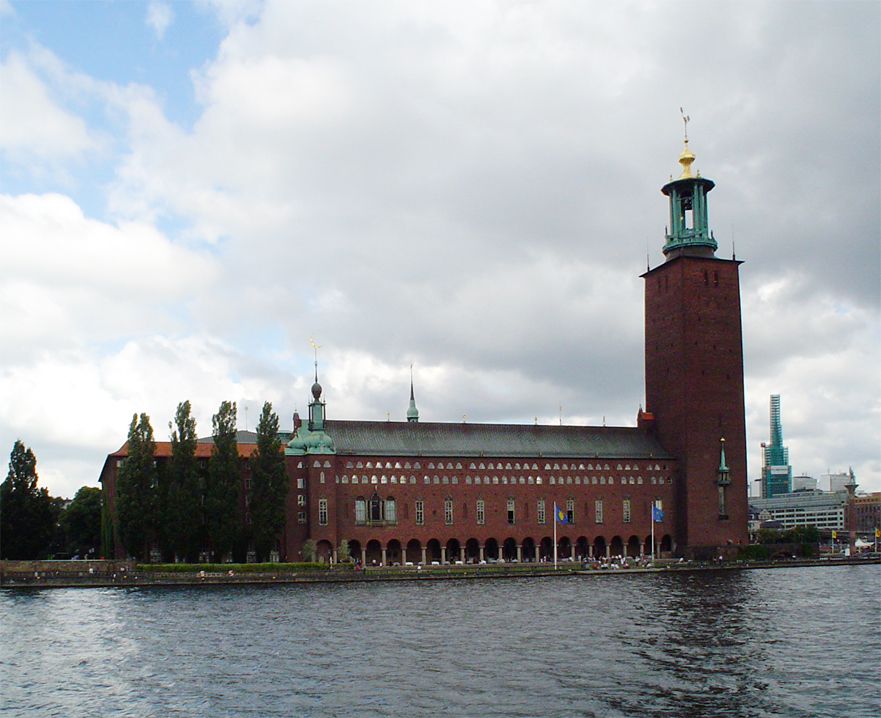
Stockholms Stadshus – Veranstaltungsort für das Nobelbankett direkt nach der Preisverleihung

Die Preisträger sind Mittelpunkt einer ganzen Nobelwoche, die einige Tage vor dem 10. Dezember beginnt und am 13. Dezember endet. Sie sind im Grand Hôtel Stockholm nahe der Altstadt in Stockholm untergebracht.

#### Nobelvorlesung

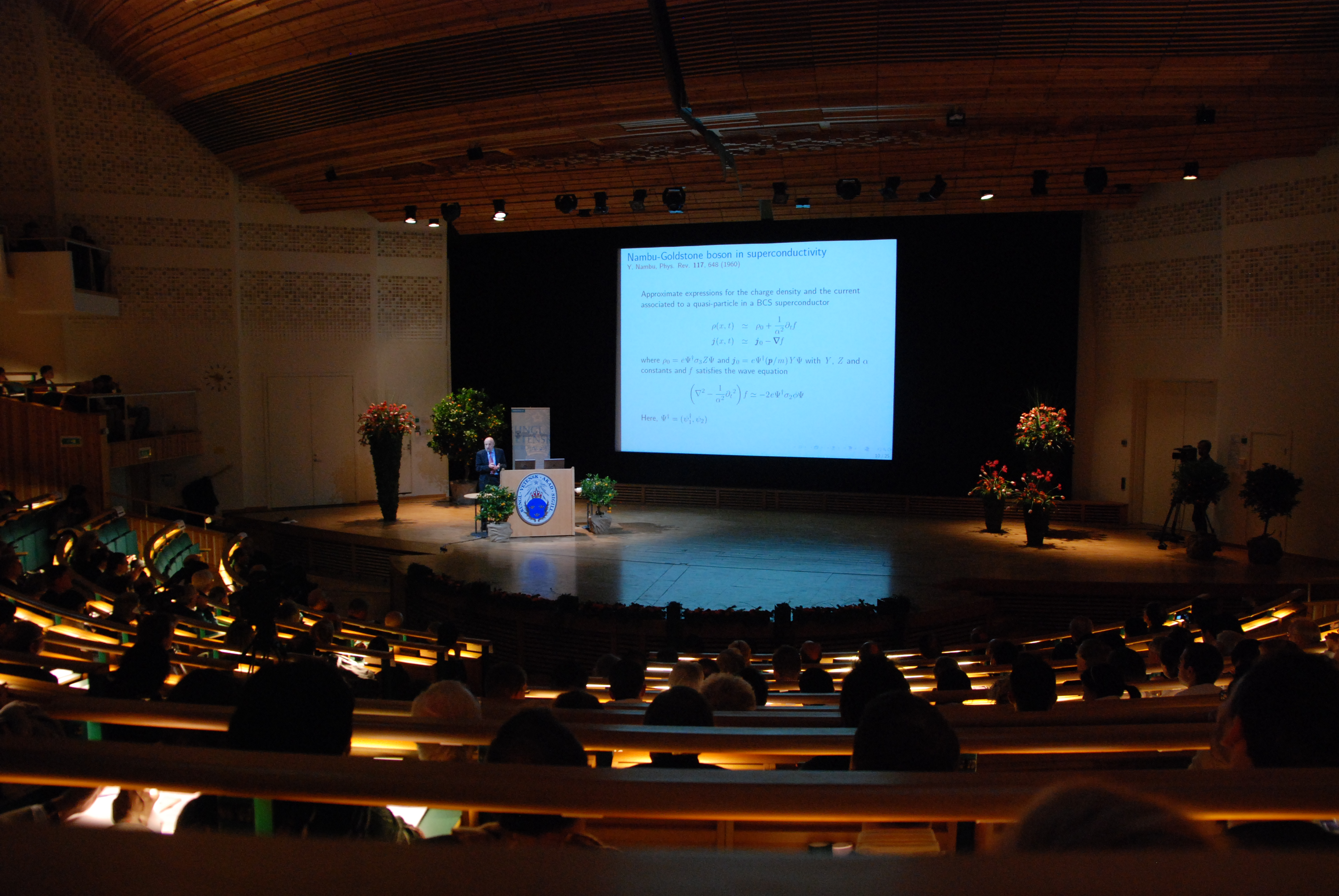
Nobelvorlesung in der Aula Magna (2008)

Nach den Statuten der Nobelstiftung soll der Preisträger, wenn möglich, eine Vorlesung über die prämierte Arbeit halten. Diese soll vor der Preisübergabe oder bis spätestens sechs Monate danach gehalten werden.
Die Vorlesungen in Stockholm werden meistens am 8. Dezember abgehalten. Die Vorlesungen für Literatur und Medizin weichen öfters davon ab. Auch die anderen Vorlesungen werden eventuell anders terminiert, wenn der 8. Dezember auf das Wochenende fällt.
- Die Vorlesungen der Preisträger in den Kategorien Physik, Chemie und Wirtschaft finden üblicherweise in der Aula Magna der Universität Stockholm statt. Es handelt sich um eine zusammenhängende Veranstaltung, bei der alle drei Kategorien direkt nacheinander präsentiert werden. Die Vorlesungen sind häufig weniger Fachvorträge, sondern humorvolle Rückblicke auf die Karriere des jeweiligen Preisträgers, oft auch verbunden mit der Hervorhebung wichtiger Mitarbeiter. Die Veranstaltung ist öffentlich. An die Besucher werden kostenlos Poster ausgegeben, die die prämierten Leistungen anschaulich präsentieren. Für jede Kategorie gibt es zwei Poster, eines auf Englisch und eines auf Schwedisch.
- Die Vorlesung der Preisträger in der Kategorie Medizin oder Physiologie findet in den Vorlesungssälen des Karolinska-Instituts statt. Auch das KI erstellt Poster. Die Veranstaltung ist öffentlich.
- Die Preisträger in Literatur halten ihre Vorlesung in dem Saal der Schwedischen Akademie. Der Zugang zur Veranstaltung ist Inhabern von Eintrittskarten vorbehalten. Die Vorlesungen beziehen sich häufig weniger auf das Werk der Preisträger, sondern sind oft allgemeine Betrachtungen mit politischen Untertönen.

Kann der Preisträger aus gesundheitlichen oder persönlichen Gründen nicht anwesend sein, wird nach Möglichkeit eine andere Lösung gewählt. Harold Pinter, Literaturnobelpreisträger 2005, schickte seine Vorlesung per Video, da er aus gesundheitlichen Gründen nicht anreisen konnte. Doris Lessing, Literaturnobelpreisträgerin 2007, konnte ebenso aus gesundheitlichen Gründen nicht kommen und ließ die Vorlesung von ihrem Verleger verlesen.
Wilhelm Conrad Röntgen, 1901 der erste Nobelpreisträger in Physik, nahm den Preis in Stockholm zwar entgegen, drückte sich aber mit allerlei Argumenten vor dem Festvortrag. Unter anderem teilte er dem Komitee mit, dass er „Lampenfieber“ habe, weil dies „der erste öffentliche Vortrag ist, den ich zu halten habe“. Daraufhin kam kurz vor Röntgens Abreise aus München Richtung Stockholm die Mitteilung des Komiteevorsitzenden, dass ein Vortrag „nach den Statuten zwar erwünscht, aber nicht unbedingt notwendig ist“. Röntgen hielt daraufhin keinen Vortrag.

#### Preisverleihung

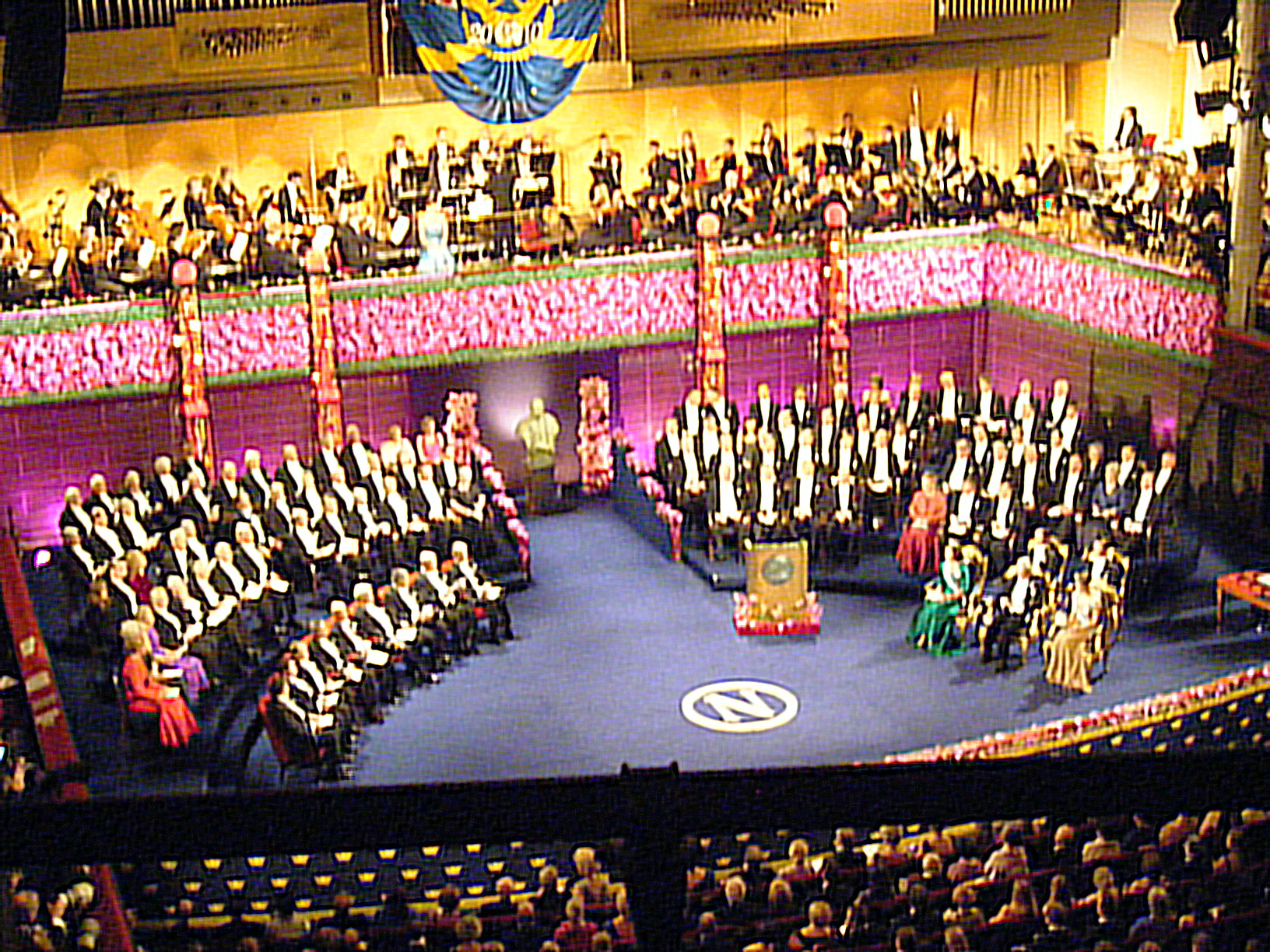
Preisverleihung 2010

Höhepunkt der Nobelwoche ist der 10. Dezember, an dem zunächst am frühen Abend die Preisverleihung durch den schwedischen König erfolgt. Dieser Tag ist in Schweden der sogenannte Nobeltag, welcher zu den Tagen gehört, an dem die schwedische Flagge gehisst werden soll.
Bei der ersten Preisverleihung im Jahre 1901 fanden alle Feierlichkeiten im Spiegelsaal des Stockholmer Grand Hotels statt. Es waren 113 Männer anwesend, die einmal auf den König, Oskar II., und einmal auf den Kronprinzen, den späteren Gustav V., anstießen und dann ein vierfaches Hurra anstimmten. Das Bankett fand ebenfalls dort statt. Der König selbst war jedoch nicht anwesend und nahm erst ab 1902 die Preisübergabe vor.
Seit 1926 findet die Preisverleihung im Konserthuset am Hötorget statt. Beim Einzug der königlichen Familie wird die schwedische Königshymne gesungen. Es werden Ansprachen über die von den Preisträgern geleistete Arbeit gehalten. Diese sind größtenteils auf Schwedisch, aber die letzten Sätze sowie die Aufforderung, den Preis entgegenzunehmen, werden auf Englisch oder in der Muttersprache des Preisträgers vorgetragen. Der König übergibt darauf die Preismedaille und eine Urkunde. Nach Abschluss der Preisübergabe wird die schwedische Nationalhymne gesungen. Darauf folgt der Auszug der königlichen Familie. Dazwischen gibt es ein musikalisches Rahmenprogramm.
Das Konserthuset hat nur sehr begrenzten Platz, so dass die Auswahl der Gäste noch eingeschränkter ist als beim anschließenden Bankett. Die königliche Familie, die Preisträger, der Vorsitzende der Nobelstiftung sowie die einzelnen Vorsitzenden der Vergabegremien sitzen auf der Bühne. In den ersten Reihen sitzen ungefähr 90 Mitglieder der Vergabeorganisationen, ehemalige Preisträger und Redner.

#### Nobelbankett

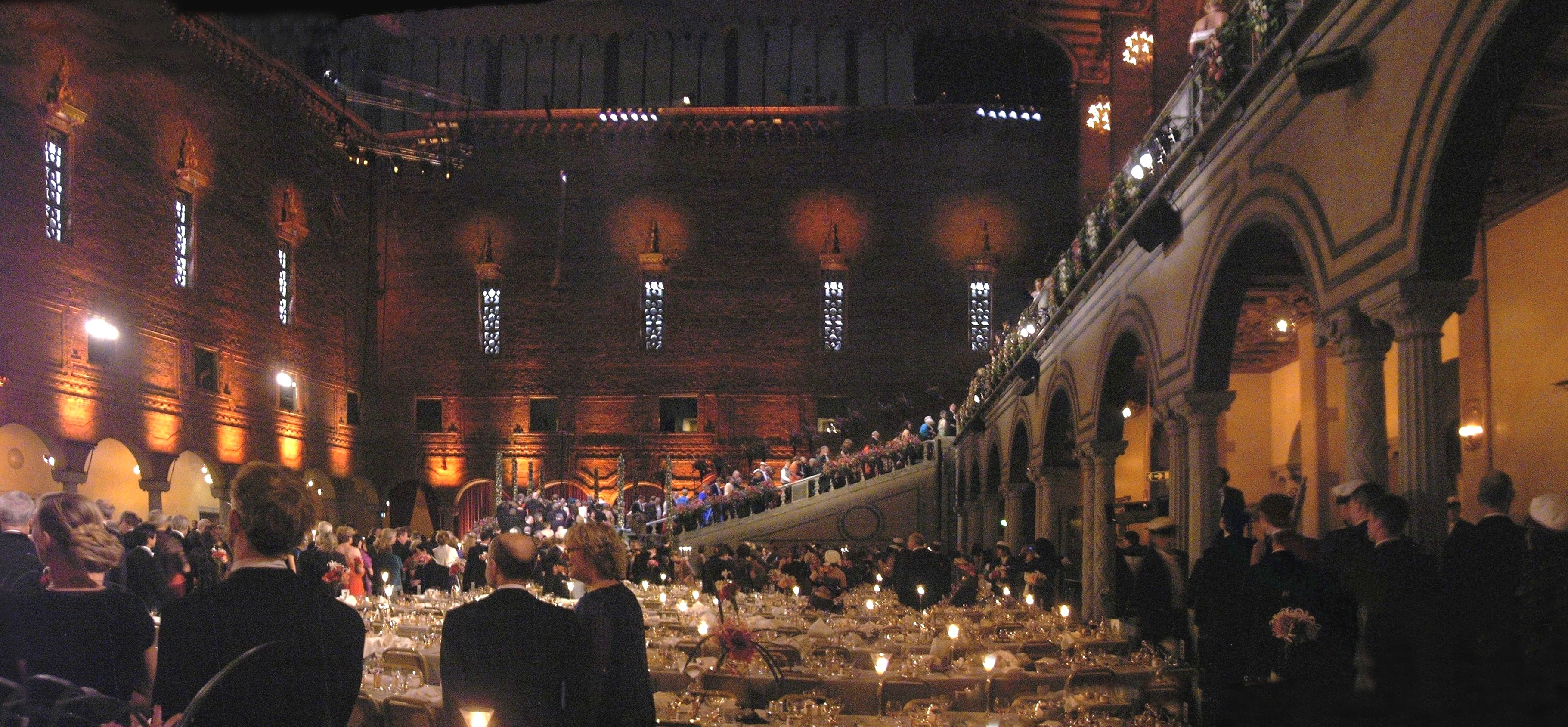
Panorama der Blauen Halle beim Nobelbankett 2005. Die Gäste gehen nach dem Dinner nach oben in den Goldenen Saal zum Tanz.

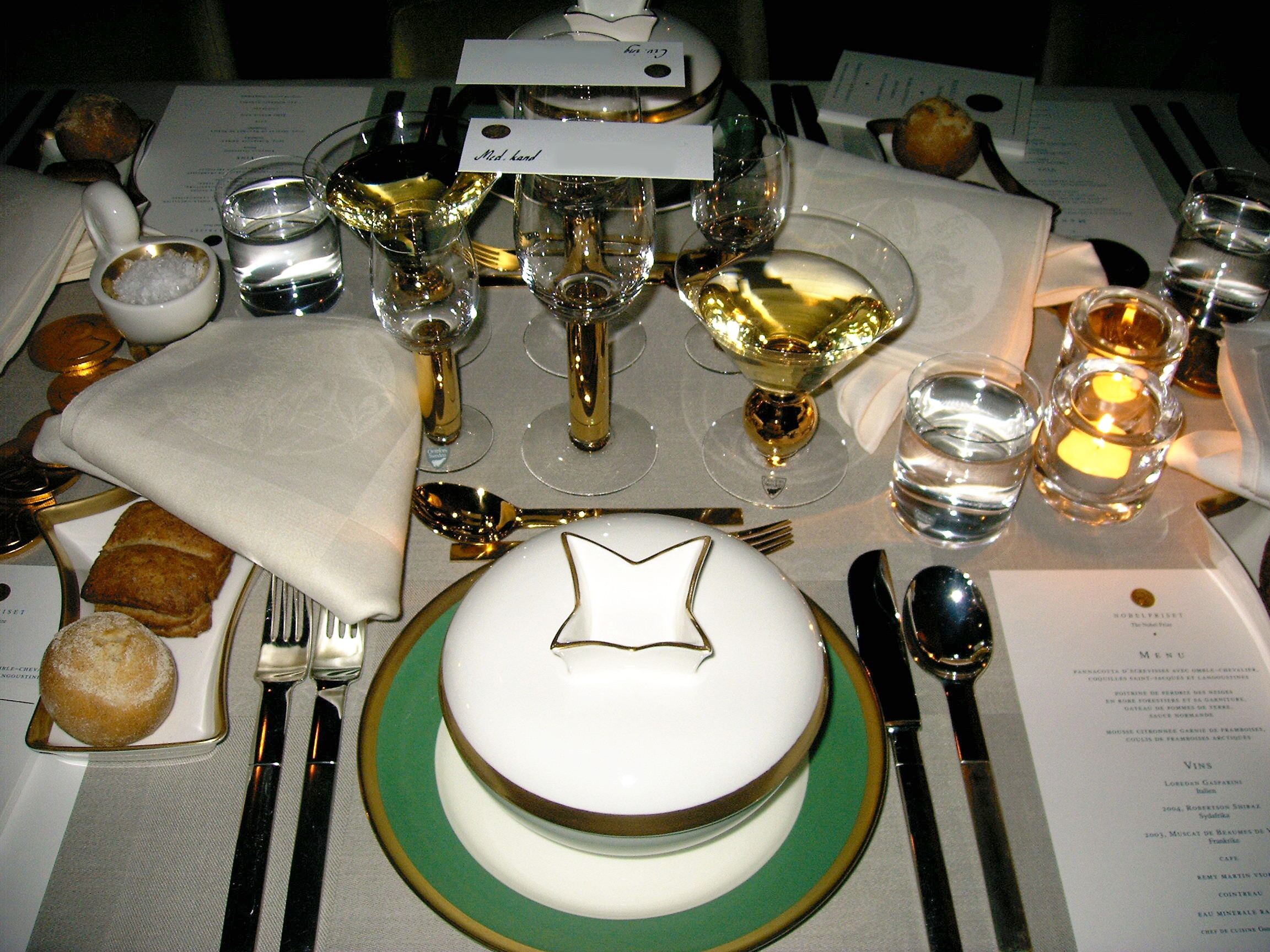
Gedeckter Tisch beim Nobelbankett 2005 mit dem Tafelservice, das nur bei dieser Veranstaltung verwendet wird

Anschließend fahren die Preisträger zum Nobelbankett, das seit 1930 mit wenigen Ausnahmen im Stadshuset abgehalten wird; ursprünglich wurde hierzu der Goldene Saal genutzt. Da dieser zu klein wurde, findet es nun im Blauen Saal im unteren Stockwerk statt. Der Goldene Saal dient als Küche und wird später für den Tanz freigegeben.
Am Ehrentisch des Banketts sitzen die Preisträger, die königliche Familie, hohe Repräsentanten der Nobel-Gremien sowie ausländische Ehrengäste, z. B. die Botschafter der Länder, aus denen die Preisträger stammen. Diese besonderen Ehrengäste marschieren zu Beginn in einer Prozession ein. Weitere Gäste der Nobelbanketts sind am Preisvergabeprozess Beteiligte sowie Ehrengäste aus aller Welt. Weiterhin darf eine begrenzte Anzahl Studenten schwedischer Universitäten teilnehmen. Das Recht, diese Eintrittskarten zu erwerben, wird hierbei in einer jährlichen Lotterie verlost. Studenten haben darüber hinaus zeremonielle Aufgaben als Begleitpersonen bei der Prozession sowie als Ordner. Insgesamt nehmen über 1000 Menschen am Bankett teil. Die Zahl ist aber wegen des beschränkten Platzes im Stadshuset streng begrenzt; sogar ehemaligen Preisträgern wird eine Eintrittskarte verwehrt, wenn die Plätze gefüllt sind.
Das mehrgängige Menü wird bis zuletzt geheim gehalten und ist, im Gegensatz zu allen anderen offiziellen Dokumenten des Nobelpreises, ausschließlich auf Französisch verfügbar. Die Bewirtung der Gäste führen mehrere hundert Angestellte durch, die dies teilweise schon lange vorher geprobt haben. Jeweils am 10. Dezember überträgt das schwedische Fernsehen das königliche Nobelpreis-Bankett live.
Der König sowie der Vorsitzende der Nobelstiftung bringen zum Gedenken an Alfred Nobel einen Toast aus. Nach dem Essen halten die Preisträger kurze Dankesansprachen. Gibt es in einer Kategorie mehrere Preisträger, so hält einer stellvertretend für seine Mitpreisträger die Ansprache.
Hinzu kommt ein aufwändiges musikalisches Begleitprogramm zwischen den Gängen sowie Tanz nach dem Ende des Essens. Dort sind dann auch die Preismedaillen in Vitrinen ausgestellt zu sehen.
Nach dem Ende des Banketts richtet traditionell die Studentenvereinigung einer der Stockholmer Hochschulen ein aufwändiges Fest aus, das unter einem bestimmten Thema steht. Die meisten Preisträger nehmen auch hier noch teil, wobei sie dazu angehalten sind, ihre Gesangskünste zum Besten zu geben.
In Friedenszeiten fiel das Bankett bislang viermal aus: 1907 wegen der Nationaltrauer um König Oskar II., 1924 weil aus verschiedenen Gründen keiner der Preisträger kam, 1956 weil man aus Protest gegen die gewaltsame Niederschlagung des ungarischen Volksaufstandes verhindern wollte, dass der sowjetische Botschafter teilnehmen würde, sowie 2020 wegen der COVID-19-Pandemie. Die Feierlichkeiten zu den Preisen während des Ersten Weltkrieges wurden 1920 nachgeholt. Im Zweiten Weltkrieg wurde der Preis mehrere Jahre lang gar nicht vergeben und es fanden keine Feierlichkeiten statt.

#### Abschluss der Nobelwoche
In den Tagen vor und nach der Preisverleihung nehmen die Preisträger an zahlreichen Veranstaltungen teil, beispielsweise besuchen sie Schulen.
Am 13. Dezember ist in Schweden das Luciafest, an dem Kinder frühmorgens eine Prozession mit Kerzen veranstalten. Die Nobelpreisträger werden dabei von einer solchen Prozession geweckt. Dies ist das traditionelle Ende der Nobelwoche.

### Oslo

Nobel-Friedenszentrum

Ebenfalls am 10. Dezember wird der Friedensnobelpreis am frühen Nachmittag in Oslo verliehen. Zwar gibt es auch in Norwegen Tage, an denen die norwegische Flagge an öffentlichen Gebäuden zu hissen ist, aber im Gegensatz zu Schweden gehört der 10. Dezember nicht dazu.
Die Verleihung in Oslo findet seit 1990 im Rathaus statt. Von 1926 bis 1946 wurde sie im Nobelinstitut abgehalten, ab 1947 dann im Auditorium der Universität Oslo. Die Übergabe selbst findet in Anwesenheit des norwegischen Königs statt und wird vom Vorsitzenden des norwegischen Nobelkomitees durchgeführt. Anschließend hält der Preisträger die in den Nobelstatuten vorgeschriebene Vorlesung in Form einer längeren Rede.
Im Anschluss findet auch in Oslo ein Bankett statt.
Seit 1994 wird jedes Jahr am Tag darauf das Nobel Peace Prize Concert veranstaltet. Dieses Konzert zu Ehren des Preisträgers umfasst üblicherweise eine weite Bandbreite musikalischer Genres. Das Programm orientiert sich in Teilen an den Preisträgern des Jahres, d. h., es treten z. B. Künstler aus dessen Heimatländern auf. Die Preisträger werden auch präsentiert und sind oft zugegen. Die Tickets für das Konzert können von der Allgemeinheit gekauft werden.

## Kritik
Die Entscheidungen der Vergabekomitees werden häufig kontrovers diskutiert. Vor allem in den Preiskategorien Frieden und Literatur kommt es nahezu jedes Jahr zu vereinzelter bis heftiger Kritik. Bei den naturwissenschaftlichen Kategorien ist Kritik jedoch selten und beschränkt sich meist darauf, dass die anderen an der prämierten Leistung beteiligten Wissenschaftler nicht berücksichtigt wurden (siehe unten). Bemängelt wird auch, dass die Vergabe intransparent sei oder ein Werk zu spät honoriert werde (wenn der Ausgezeichnete das Preisgeld wegen seines hohen Alters nicht mehr für Forschung nutzen könnte).
Kritik erntet außerdem der Umstand, dass eine Preisvergabe in der Kategorie Wirtschaftswissenschaften mit dem Nobelpreis und dessen Prozedur assoziiert wird, weil die Nützlichkeit wirtschaftswissenschaftlicher Thesen für die Menschheit (so die Idee der Nobelpreise) zweifelhaft sei sowie die Wirtschaftswissenschaften zu Unrecht in den Rang der Naturwissenschaften gehoben würden.

### Bedeutung der Leistung

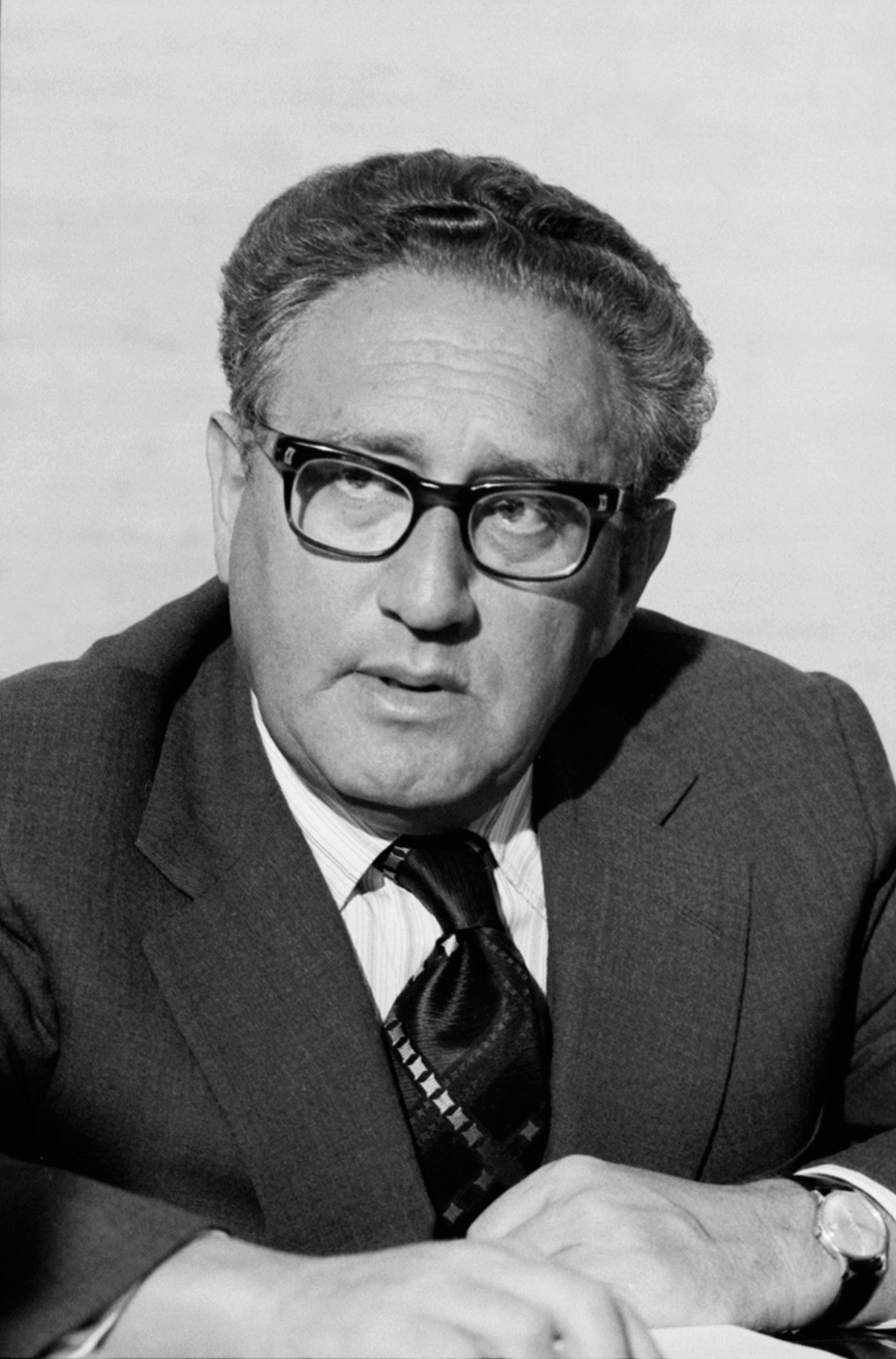
Henry Kissinger, Friedensnobelpreisträger 1973

Beim Friedensnobelpreis rührt die Kritik meist daher, dass er häufig in relativ kurzem Abstand zum entsprechenden Ereignis vergeben wird, so dass eine historische Abwägung und die Einbeziehung der Langzeitfolgen nicht möglich sind. Ein Beispiel sind Henry Kissinger und Lê Đức Thọ, die den Nobelpreis dafür zugesprochen bekamen, dass sie einen Krieg mit Millionen von Opfern beendeten, den sie in eigener Mitverantwortung begonnen hatten. Nur Henry Kissinger akzeptierte den Preis, Lê Đức Thọ verweigerte die Annahme, da damals aus seiner Sicht immer noch kein Frieden in Vietnam herrschte. Auch die Vergabe an Jassir Arafat oder Menachem Begin für ihre Rollen im Friedensprozess in Nahost wurden im Nachhinein in Frage gestellt. Ein weiteres Beispiel ist die umstrittene Vergabe des Preises 1985 an die International Physicians for the Prevention of Nuclear War (IPPNW), denen von Seiten konservativer und christdemokratischer europäischer Politiker zu enge ideologische Verbindungen zum Ostblock vorgeworfen wurde. Barack Obama erhielt den Friedensnobelpreis im Jahr seines Amtsantritts als US-Präsident 2009, ohne dass er bis dahin größere außenpolitische Erfolge vorweisen konnte.
Der Literaturnobelpreis steht ebenfalls häufig in der Kritik. So wurde die Entscheidung für Harold Pinter im Jahr 2005 von manchen Literaturkritikern heftig kritisiert. Bei der Auswahl Orhan Pamuks im Jahr 2006 war die Reaktion in dessen Heimatland Türkei unterkühlt, da er dort ein politisch sehr umstrittener Schriftsteller ist. Allerdings gab es in beiden Beispielen auch eine Vielzahl positiver Stimmen.
1938 wurde die US-Amerikanerin Pearl S. Buck mit dem Literaturpreis ausgezeichnet. Diese Auszeichnung wurde damals mit Unverständnis aufgenommen und wird auch heute noch oft als Fehlentscheidung angesehen, da Bucks Werke wenig literarischen Wert hätten. Aus dieser Kritik heraus entstand die sogenannte „Lex Buck“. Es handelt sich dabei um die ungeschriebene Regel, nur Autoren auszuzeichnen, die mindestens einmal zuvor nominiert worden waren. Nach Aussagen des ehemaligen Ständigen Sekretärs der Schwedischen Akademie, Horace Engdahl, kommt diese Richtlinie zum Einsatz. Wie oft sie eingehalten wird, ist allerdings wegen der Verschlussfristen der Nobelstiftung frühestens 50 Jahre nach Preisvergabe endgültig festzustellen. Aus den bisher von der Nobelstiftung veröffentlichten Daten, die bis in das Jahr 1966 reichen, ist abzulesen, dass sowohl William Faulkner (1949) als auch Bertrand Russell (1950) ihre Nobelpreise nach nur einmaliger Nominierung erhielten. Allerdings handelte es sich hierbei um eine außergewöhnliche Situation: nach den Statuten kann der Preis ein Jahr zurückgestellt werden, wenn sich kein geeigneter Preisträger findet. Dies war im Jahr 1949 trotz 35 Nominierungen anscheinend der Fall. Hätte man unter den 54 Nominierungen von 1950 – bis dahin ein Rekord – keinen würdigen Preisträger für 1949 gefunden, wäre der Preis an die Stiftung zurückgegangen. Alle späteren Preisträger bis mindestens 1973 sind mehrmals nominiert worden.

### Anzahl der Preisträger
Ein weiteres Problem, vor allem im Bereich der Naturwissenschaften, ist die Beschränkung auf drei Preisträger. So können wissenschaftliche Leistungen heute oft nicht mehr einzelnen Wissenschaftlern zugeordnet werden. Im Bereich der Elementarteilchenphysik etwa werden neue Erkenntnisse an Großbeschleunigern gewonnen, an denen hunderte von Wissenschaftlern arbeiten. Die Verleihung erfolgt in solchen Fällen jedoch nicht an die entsprechenden Institutionen oder die einzelnen Wissenschaftler. Vielmehr werden stellvertretend einzelne ausgezeichnet, bei denen man dann unter Umständen streiten kann, inwieweit sie tatsächlich zum Projekt beigetragen haben.
Beim Friedensnobelpreis kann dieses Problem am ehesten umgangen werden, da hier die Verleihung an Organisationen durchaus üblich ist. Beim Literaturnobelpreis existiert das Problem zumindest im Prinzip, da natürlich auch Schriftstellerkollektive eventuell nobelpreiswürdige Leistungen erbringen könnten.

### Lobbyarbeit
Eine Erklärung für die auffallend große Anzahl der US-amerikanischen Preisträger wird unter anderem mit dem Argument geliefert, dass die Amerikaner die beste Lobbyarbeit betreiben. Schon lange vor der Nominierung einigen sich die größten Universitäten auf nur wenige Kandidaten, so dass die schwedischen Nobeljuroren immer wieder erstaunt sind, wenn sie mit dem Wunsch nach geeigneten Vorschlägen telefonisch die Ivy-League-Fakultäten befragen und regelmäßig dieselben Namen zu hören bekommen. Durch diese häufige Namensnennung kommt die Nobelversammlung kaum umhin, die genannten Kandidaten zu berücksichtigen.

### Investments der Nobelstiftung
Die Nobel-Stiftung besitzt nach dem Stand von Dezember 2024 eine Anlagevermögen in Höhe von 500 Millionen EURO. 2017 gab es Kritik von NGOs, dass die Stiftung in Aktien von Unternehmen investiere, die Atomwaffen herstellen oder modernisieren. Die Stiftung änderte daraufhin ihre Investitionsrichtlinien, um so etwas künftig auszuschließen.

## Vergleichbare Preise und Preise mit Bezug zum Nobelpreis
Viele andere Preise werden aus verschiedenen Beweggründen als dem Nobelpreis vergleichbar angesehen. Weiterhin gibt es einige Preise, die in direktem oder indirektem Bezug zum Nobelpreis stehen.

### Alfred-Nobel-Gedächtnispreis für Wirtschaftswissenschaften
Seit 1969 gibt es mit dem Alfred-Nobel-Gedächtnispreis für Wirtschaftswissenschaften eine Auszeichnung, die häufig als „Nobelpreis für Wirtschaftswissenschaften“ oder „Wirtschaftsnobelpreis“ bezeichnet wird. Der Preis wird zusammen mit den Nobelpreisen verliehen, unterliegt denselben Vergabekriterien und ist mit der gleichen Summe dotiert. Er ist jedoch in Alfred Nobels Testament nicht erwähnt, dessen Preisgeld finanziert die Schwedische Nationalbank aus eigenen Mitteln.

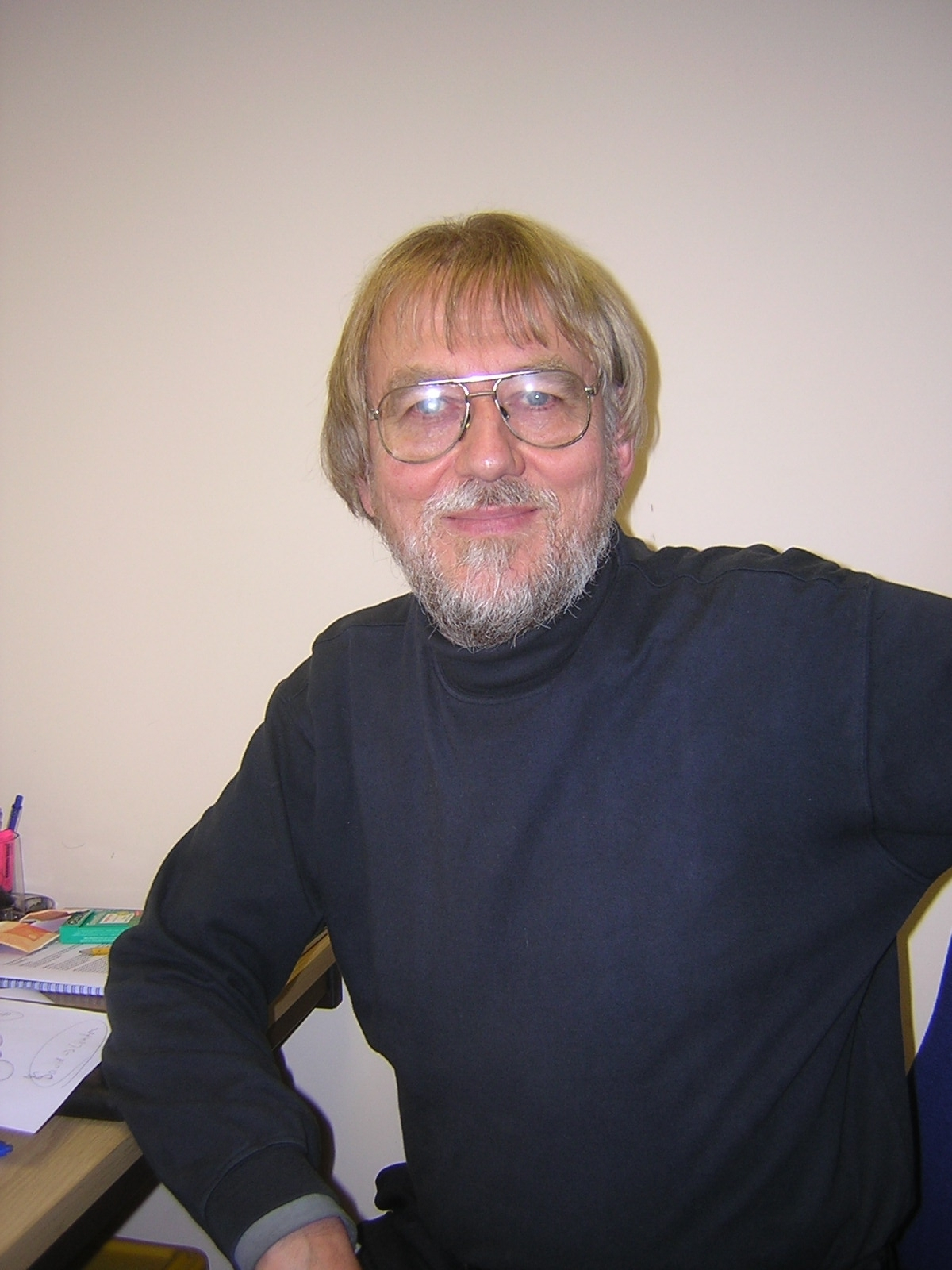
Jakob von Uexküll, Gründer des Right Livelihood Award

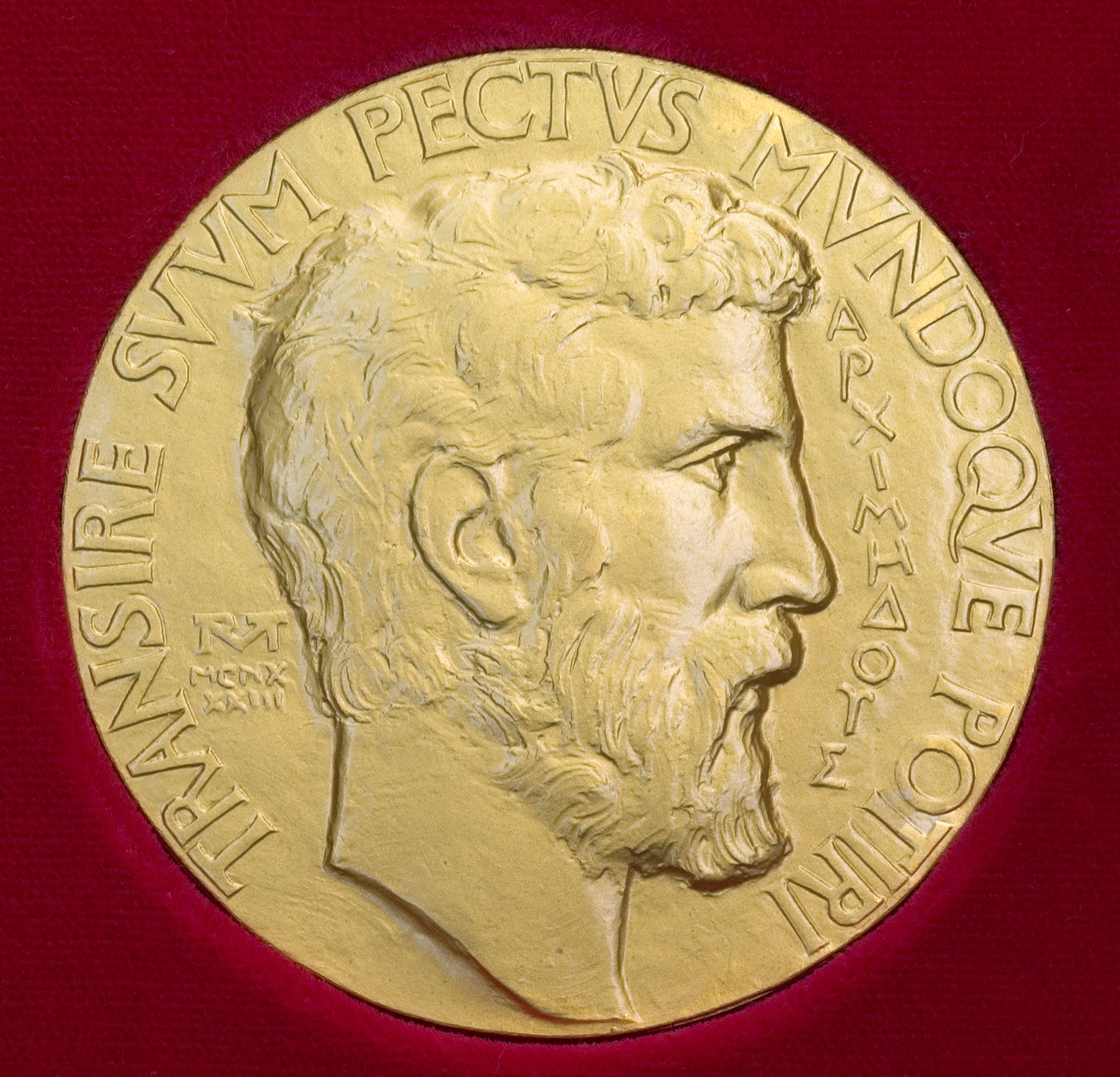
Fields-Medaille – oft als Nobelpreis für Mathematik bezeichnet

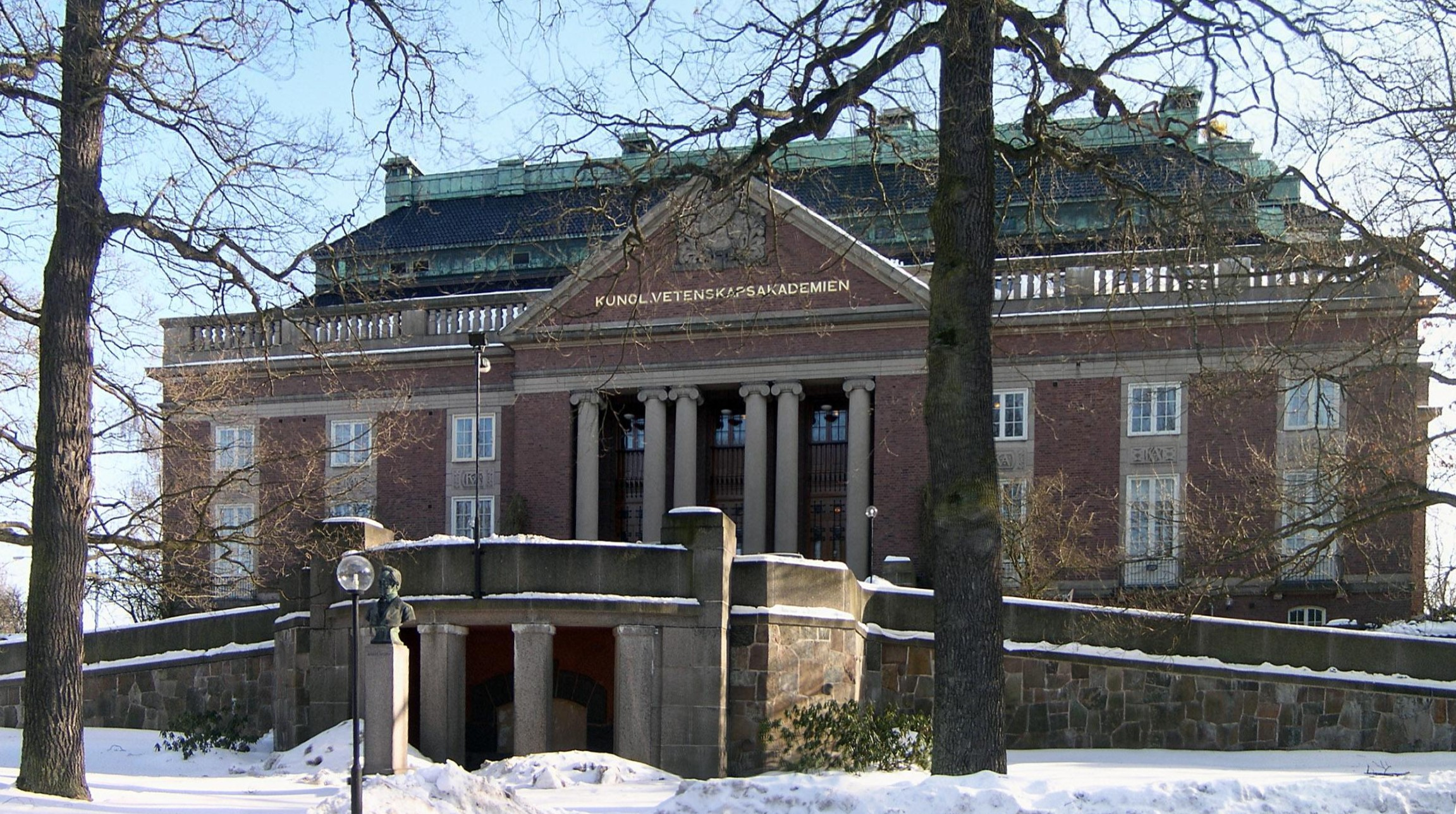
Die Königlich Schwedische Akademie der Wissenschaften, die neben zwei Nobelpreisen auch den Crafoord-Preis vergibt.

### Right Livelihood Award
Der Right Livelihood Award wird seit 1980 jährlich für Leistungen im Bereich der Ökologie und Entwicklung vergeben. Üblicherweise gibt es vier Preisträger. Dieser Preis wird besonders im deutschen Sprachraum als Alternativer Nobelpreis bezeichnet. Er hat aber keinerlei Bindungen an den Nobelpreis und wird international weniger beachtet. Der Gründer, der deutsch-schwedische Philanthrop Jakob von Uexküll, trug der Nobelstiftung seine Idee zu, zwei weitere Nobelpreise für Ökologie und im Zusammenhang mit der Armut einzurichten. Diese lehnte jedoch die Einrichtung ab.
Theoretisch wäre eine solche Einrichtung nach dem Muster des Wirtschaftspreises, d. h. durch einen Anhang an die Nobelstatuten und eine komplett externe Finanzierung, möglich gewesen. Ein häufig genannter Grund für die Ablehnung ist die Kritik am Wirtschaftspreis nach dessen Einrichtung. Von Uexküll versprach zudem nur eine Beteiligung an der Finanzierung.
Von Uexküll beschloss, einen solchen Preis in Eigenregie zu vergeben. Er gründete die Stiftung Right Livelihood Award Foundation, die sich aus Einzelspenden finanziert und heute ihren Sitz in Stockholm hat. In Anlehnung an den Nobelpreis wird der Right Livelihood Award jedes Jahr in den Tagen vor dem 10. Dezember übergeben.

### Preise in anderen Fachbereichen
Da der Nobelpreis nur wenige Fachgebiete abdeckt, gibt es zahlreiche andere Preise, die in ihren jeweiligen Disziplinen von herausragender Bedeutung sind und damit eine ähnliche Rolle spielen wie der Nobelpreis.
Die folgenden Preise genießen eine solche Reputation:
- Architektur: Pritzker-Architektur-Preis
- Informatik: Turing Award
- Journalismus und Literatur: Pulitzer-Preis (nur USA)
- Kunst: Praemium Imperiale
- Mathematik: Fields-Medaille, Abelpreis
- Musik: Ernst von Siemens Musikpreis, Polar Music Prize
- Politikwissenschaft: Johan-Skytte-Preis
- Psychologie: Wilhelm-Wundt-Medaille
- Theologie: Joseph-Ratzinger-Preis, Templeton-Preis

### Preise mit indirektem Bezug zum Nobelpreis
Weiterhin gibt es einige Preise, die wie der Nobelpreis einen Bezug zu den am Nobelpreis beteiligten Institutionen bzw. zu den skandinavischen Ländern haben und deswegen in seine Nähe gerückt werden:
- Der Abelpreis wurde vom norwegischen Parlament, das auch das Komitee für den Friedensnobelpreis wählt, für Leistungen in der Mathematik gestiftet. Die Benennung der Preisträger übernimmt ein Komitee von Fachleuten. Im Gegensatz zur Fields-Medaille, welche nur für Leistungen vor Vollendung des 40. Lebensjahrs vergeben werden darf, gibt es beim Abelpreis keine Altersbeschränkung.
- Der Polar Music Prize wird für Leistungen in der Musik vergeben und wird wie der Nobelpreis auch vom schwedischen König überreicht. Der Stifter Stikkan Anderson beauftragte die Königlich Schwedische Musikakademie mit der Vergabe, was auch eine Parallele zum Nobelpreis darstellt, da dieser in einigen Kategorien auch von königlichen Akademien vergeben wird.
- Auch der Birgit-Nilsson-Preis, der weltweit höchstdotierte Musikpreis, wird vom schwedischen König überreicht.
- Der Crafoord-Preis wird von der Königlichen Schwedischen Wissenschaftsakademie, die die Preisträger in Physik, Chemie und Wirtschaft bestimmt, jährlich rotierend in den Disziplinen Mathematik, Geowissenschaften, Biologie und Astronomie vergeben. Der Preis ist als eine Ergänzung des Nobelpreises gedacht, um Fachgebiete zu fördern, die nicht von ihm abgedeckt werden.
- The World’s Children’s Prize for the Rights of the Child wird manchmal als Kinder-Nobelpreis bezeichnet. Er wurde von der schwedischen Regierung gestiftet. Schirmherrin ist die schwedische Königin.

### Asiatische Preise
Weiterhin gibt es einige in Asien verliehenen Preise, die dort ein dem Nobelpreis vergleichbares Ansehen genießen:
- Der Ramon Magsaysay Award wird oft als der asiatische Friedensnobelpreis bezeichnet.
- Der Japan-Preis ist ein Wissenschaftspreis mit sehr hohem Ansehen in Asien.
- Der seit 2004 vergebene Shaw Prize in den Disziplinen Astronomie, Lebenswissenschaften/Medizin und Mathematik ist mit einer Million US-Dollar dotiert.
- Der mit 100 Millionen Yen dotierte Kyoto-Preis wird in den Kategorien Hochtechnologie, Grundlagenforschung sowie Kunst und Philosophie vergeben.

### Alternativ- und Gegenpreise
Einige Preise wurden als Alternative oder Gegenpreis zum Nobelpreis etabliert. Keiner dieser Preise wird noch vergeben.
- Der Deutsche Nationalpreis für Kunst und Wissenschaft wurde 1937 und 1938 vergeben. Er wurde von Adolf Hitler als Antwort auf die Vergabe des Friedensnobelpreises an Carl von Ossietzky gestiftet. Deutschen wurde die Annahme des Nobelpreises verboten.
- Der Internationale Lenin-Friedenspreis (bis 1955 Stalin-Friedenspreis) wurde von 1950 bis 1990 von der Sowjetunion vergeben. Zuletzt sollte er alle zwei Jahre vergeben werden, aber nach dem Untergang der Sowjetunion im Jahr 1991 kam es zu keinen weiteren Verleihungen.
- Der Konfuzius-Friedenspreis wurde von 2010 bis 2017 von der Volksrepublik China vergeben. Er galt als Antwort auf die von der chinesischen Führung missbilligte Vergabe des Friedensnobelpreises an Liu Xiaobo im Jahr 2010.
- Da nach einer internen Krise in der Schwedischen Akademie im Jahr 2018 kein Literaturnobelpreis vergeben wurde, bildete sich unter dem Namen „Den Nya Akademien“ („Die neue Akademie“) eine Organisation, um doch einen großen internationalen Literaturpreis im Jahr 2018 vergeben zu können. Nominierungen wurden unter schwedischen Bibliothekaren eingeholt. Anschließend wurden unter den 47 Nominierten in einer freien Internetabstimmung, bei der ungefähr 32.000 Stimmen eingingen, vier Favoriten gewählt, unter denen dann eine Expertenjury den Preisträger auswählte. Am 12. Oktober 2018 wurde Maryse Condé als Preisträgerin bekanntgegeben. Das Preisgeld wurde aus Spenden finanziert, die sich am Ende auf etwas über 250.000 Kronen beliefen. Der Preis wurde am 9. Dezember in einer Zeremonie in Stockholm übergeben. Die Organisation löste sich am 11. Dezember 2018 wieder auf.[78][79]

### Ig-Nobelpreis
Der Ig-Nobelpreis ist ein satirischer Preis und wird für unnütze, unwichtige oder skurrile wissenschaftliche Arbeiten verliehen. Entgegen dem Namen wird der Preis nicht mehr als negativ gesehen und viele Preisträger nehmen ihn gerne an. Bei der Preisverleihung übernehmen echte Nobelpreisträger die Übergabe. Seit 2010 gibt es mit Andre Geim sogar einen Wissenschaftler, der sowohl den Ig-Nobelpreis als auch (10 Jahre später) den Nobelpreis erhalten hat.

## Auszeichnungen
- 1961 erhielt die Nobelstiftung den Balzan-Preis.[80]
- 1985 wurde die Nobelstiftung mit dem Kyoto-Preis ausgezeichnet.[81]